# Liste der Straßen und Plätze in Berlin-Blankenfelde

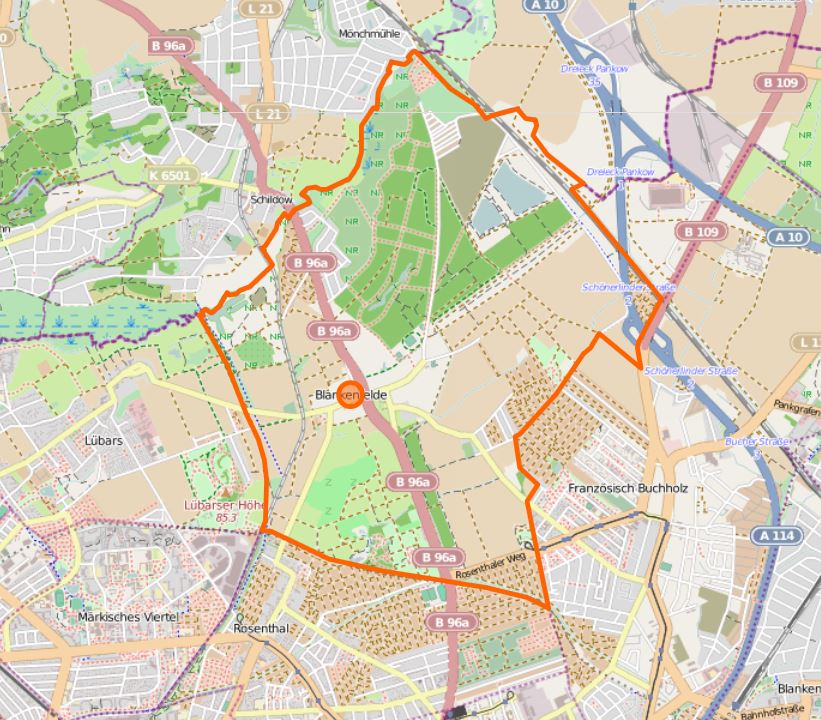
Übersichtskarte von Berlin-Blankenfelde

Die Liste der Straßen und Plätze in Berlin-Blankenfelde beschreibt das Straßensystem im Berliner Ortsteil Blankenfelde (Bezirk Pankow) mit den entsprechenden historischen Bezügen. Gleichzeitig ist diese Zusammenstellung ein Teil der Listen aller Berliner Straßen und Plätze.

## Überblick

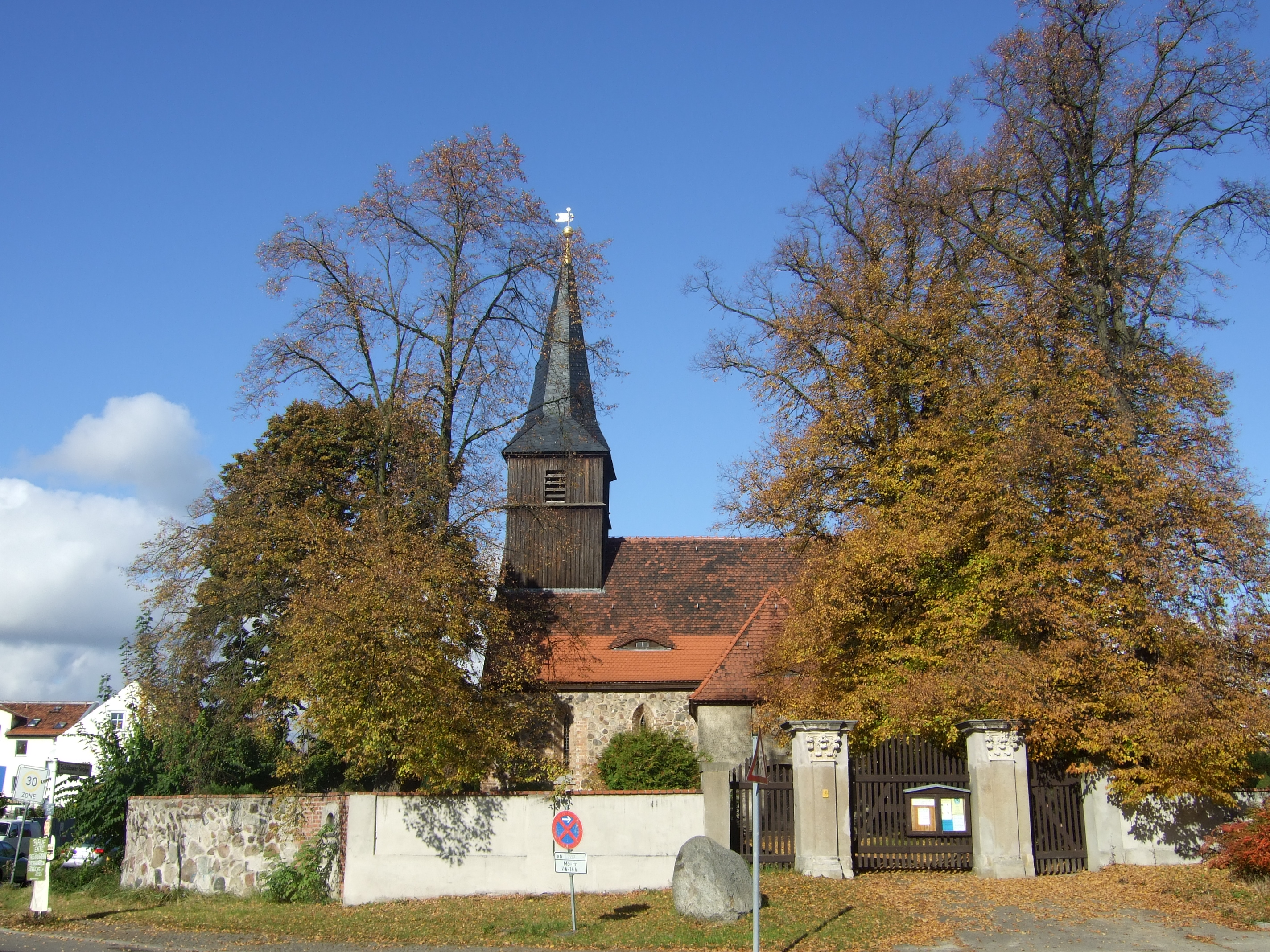
Dorfkirche von der Hauptstraße gesehen

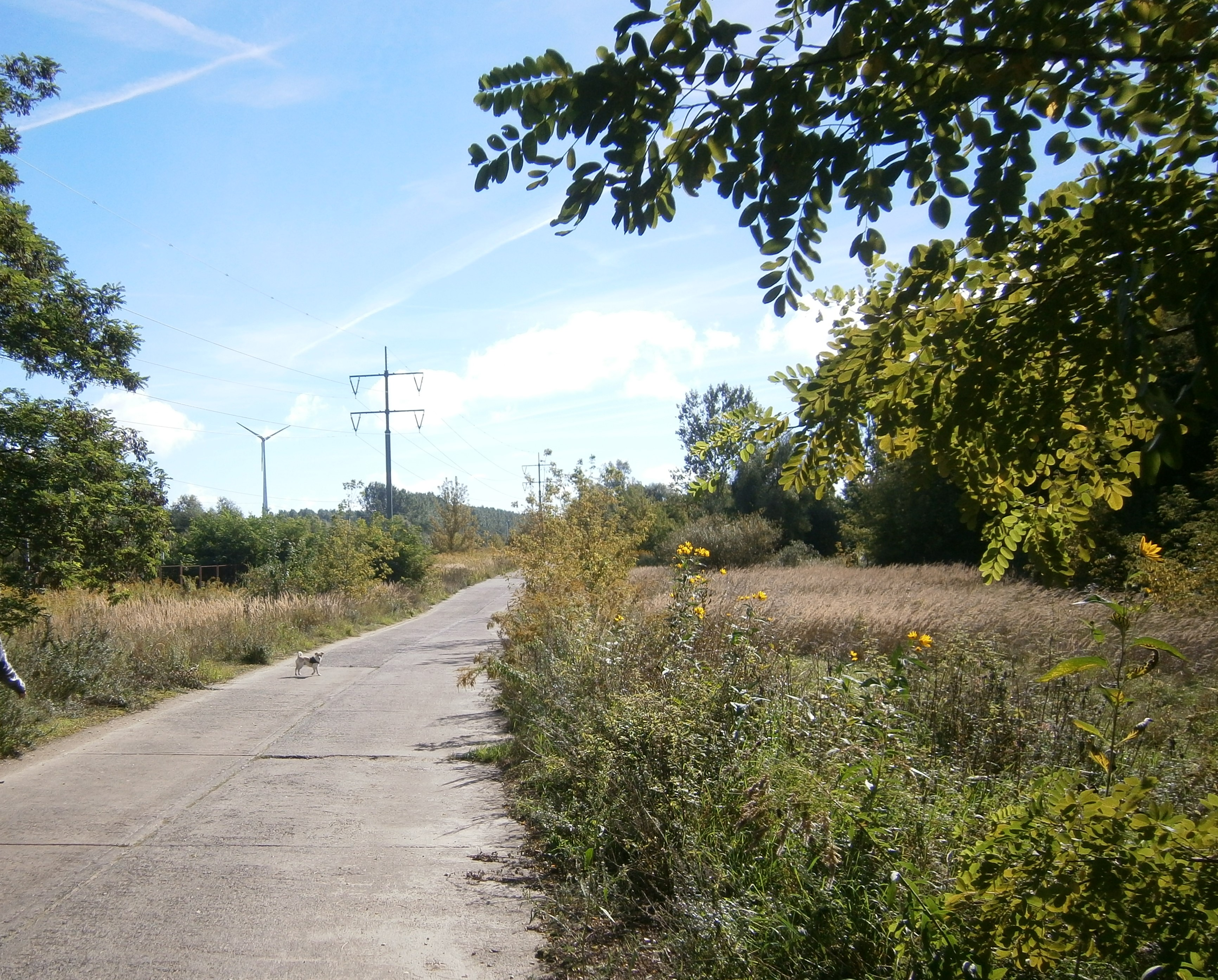
Arkenberge im Nordosten des Ortsteils wird von der (verlängerten) Hauptstraße und dem Bauernweg erschlossen.

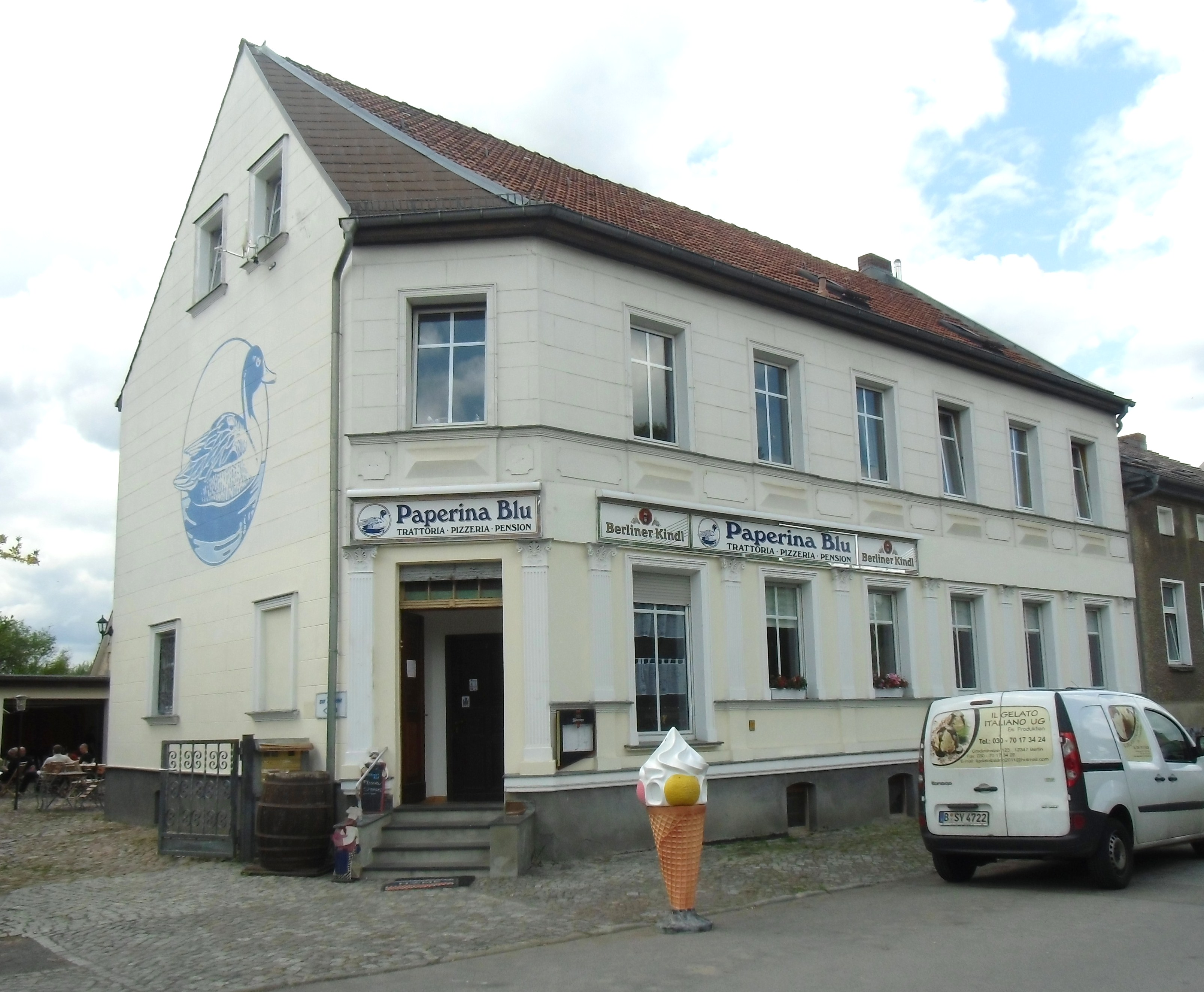
Denkmalgeschütztes Haus Nummer 3 der (Alten) Schildower Straße

Der Ortsteil Blankenfelde hat 2.423 Einwohner (Stand: 31. Dezember 2024) und laut amtlichem Straßenverzeichnis 25 gewidmete Straßen, von denen sechs teilweise über die Ortsteilgrenze verlaufen. Der Ortsteil Blankenfelde umfasst die Postleitzahlenbereiche 13159 sowie 13127 (übergreifend aus dem Nachbarortsteil). Das öffentliche Straßennetz (Stadt- und Bundesstraßen) im Ortsteil beträgt einschließlich der 2011 neu benannten Straßen und Privatstraßen (jedoch ohne ungewidmete Wege in Kolonien) 30,4 Kilometer. Für den gesamten Bezirk Pankow (mit seinen 13 Ortsteile) sind als Gesamtlänge aller Straßen 604,7 Kilometer angegeben. Neben dem Bezirk Steglitz-Zehlendorf (635,4 km) und dem Bezirk Treptow-Köpenick (628,1 km) verfügt der Bezirk Pankow über eines der größten Straßensysteme in der Hauptstadt. Die Straßenlänge im Ortsteil liegt bei 65 % in den anderen Pankower Ortsteilen, was in den weiten Grün- und Waldflächen begründet ist, zudem tragen die Blankenfelder Straßen Siedlungscharakter. Im Ortsteil gehört der Autobahnzubringer Pankow (von Anfang der 1970er Jahre) mit 1590 Meter Hauptfahrbahn zum großräumigen und mit 1030 Meter der Ein-/ Ausfahrt AS Schönerlinder Straße zum übergeordneten System des Berliner Straßenentwicklungsplans.
Das Dorf Blankenfelde besaß mehrere Verbindungswege zu den Nachbarorten. Nachdem seit 1873 die Rieselfelder um den Ort ausgebaut wurden, war es jedoch kein geeigneter Ort zur Ansiedlung von Berliner Bürgern aus der Reichshauptstadt, wie dies um 1900 in anderen Ortslagen zur Entwicklung eines differenzierten Straßensystems führte. Die Stadtrandsiedlung Blankenfelde südlich von Schildow wurde nach der Inflation mit Straßen nach landwirtschaftlichen Geräten oder Produkten, wie Gurken- oder Forkensteig neu angelegt. Die Straßen der gegenüberliegenden „Siedlung Schildow Waldeck“ westlich der Schildower Straße tragen Namen nach lokalen Gegebenheiten, wie Heidekrautbahnring oder Köppchenseeweg und sind auch amtlich (außer dem Lübarser Weg, der mit dem Mauerweg identisch ist) als Privatstraßen geführt. Ein weiteres Siedlungsgebiet im Ortsteil ist Arkenberge.

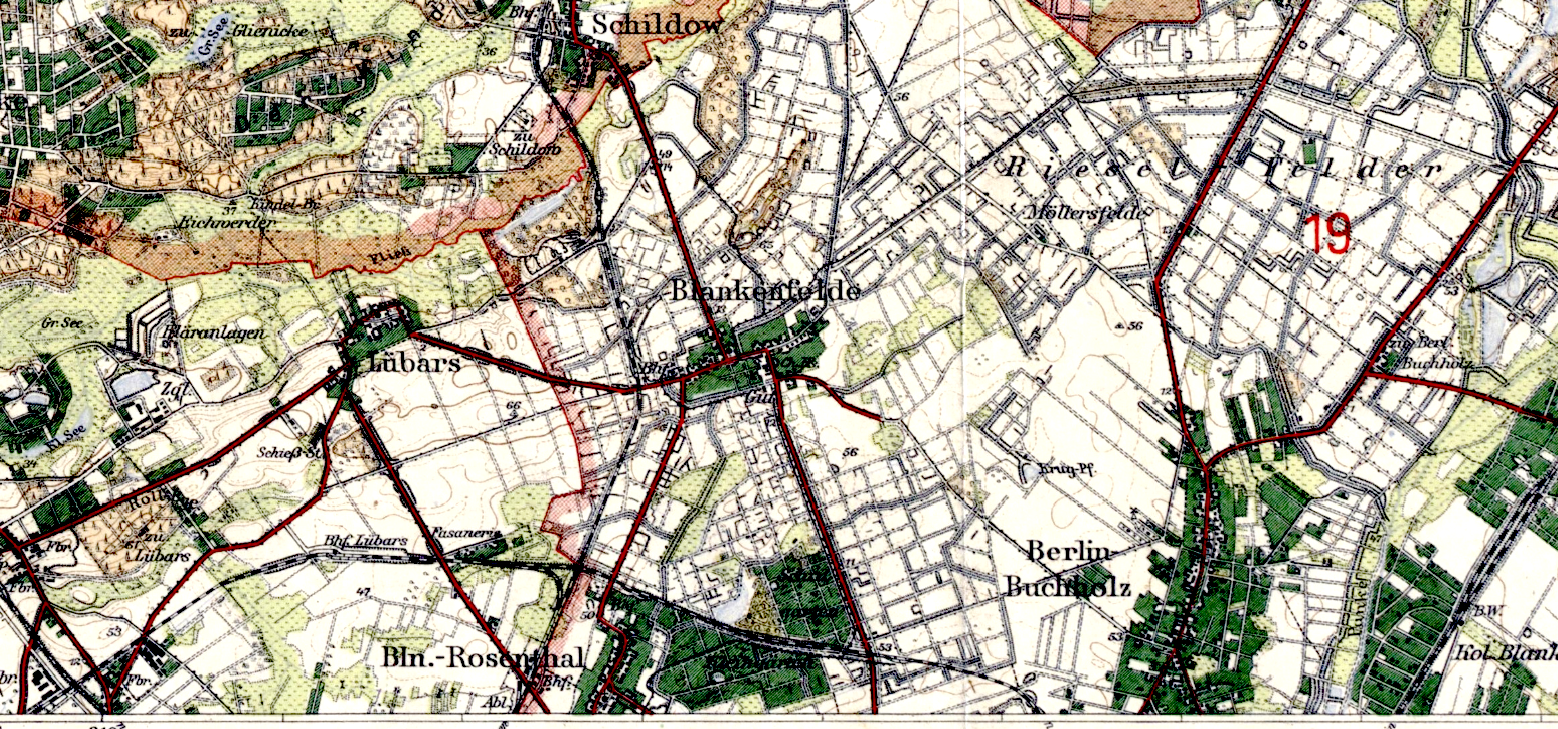
Straßenlage um Blankenfelde nach der Karte Berlin und Umgebung

Der Ort Blankenfelde liegt als Straßendorf in Ost-West-Richtung und dadurch wie alle Dörfer im Norden und Süden Berlins quer zur Richtung der Berliner Ausfallstraßen. Die Verbindungsstraße von Berlin nach Oranienburg wurde nach Norden aus Berlin zur Fernverkehrsstraße. Die Berliner Straße traf östlich vom Dorfkern auf die Dorfstraße (nun Hauptstraße) und verließ diese westlich der Kirche auf der Schildower Straße (Alte Schildower Straße). Mit dem Mauerbau entfiel die durch das West-Berliner Reinickendorf führende (bedeutsamere) Bundesstraße 96 nach Oranienburg (ehemals: F 96). Mit dem Anschluss an die neueingerichtete Rostocker Autobahn in den 1970er Jahren stieg der Verkehr über die F 96a von Pankow durch Blankenfelde an. Es wurde eine je Fahrtrichtung zweistreifige Asphaltstraße durch den Ortskern gelegt, die nun östlich der Dorfkirche die Hauptstraße kreuzt. Der neue Verlauf (heute: Bundesstraße 96a) bekam südlich vom Ortskern den Namen Blankenfelder Chaussee und nach Norden wurde der Name Schildower Straße übernommen. Die Häuser der Hauptverkehrsstraße zwischen Blankenfelde und Schildow westlich der Kirche stehen heute an der Alten Schildower Straße, die zur Sackgasse wurde und beispielsweise die Gaststätte „Blaue Ente“ geriet so neben die übergeordnete Straße. Die einstige Berliner Straße vom Berliner Norden (Pankow und Niederschönhausen) nach Blankenburg ist heute eine Nebenstraße (Einbahnstraße) auf der östlichen Ortsteilseite. Mit den Neubauten in Französisch Buchholz (auch nach Reinickendorf und Lübars) nimmt der Verkehr in Ost-West-Richtung über diese Berliner Straße und die anschließende Buchholzer Straße zu. Diese Trasse wurde in den 2010er Jahren saniert.

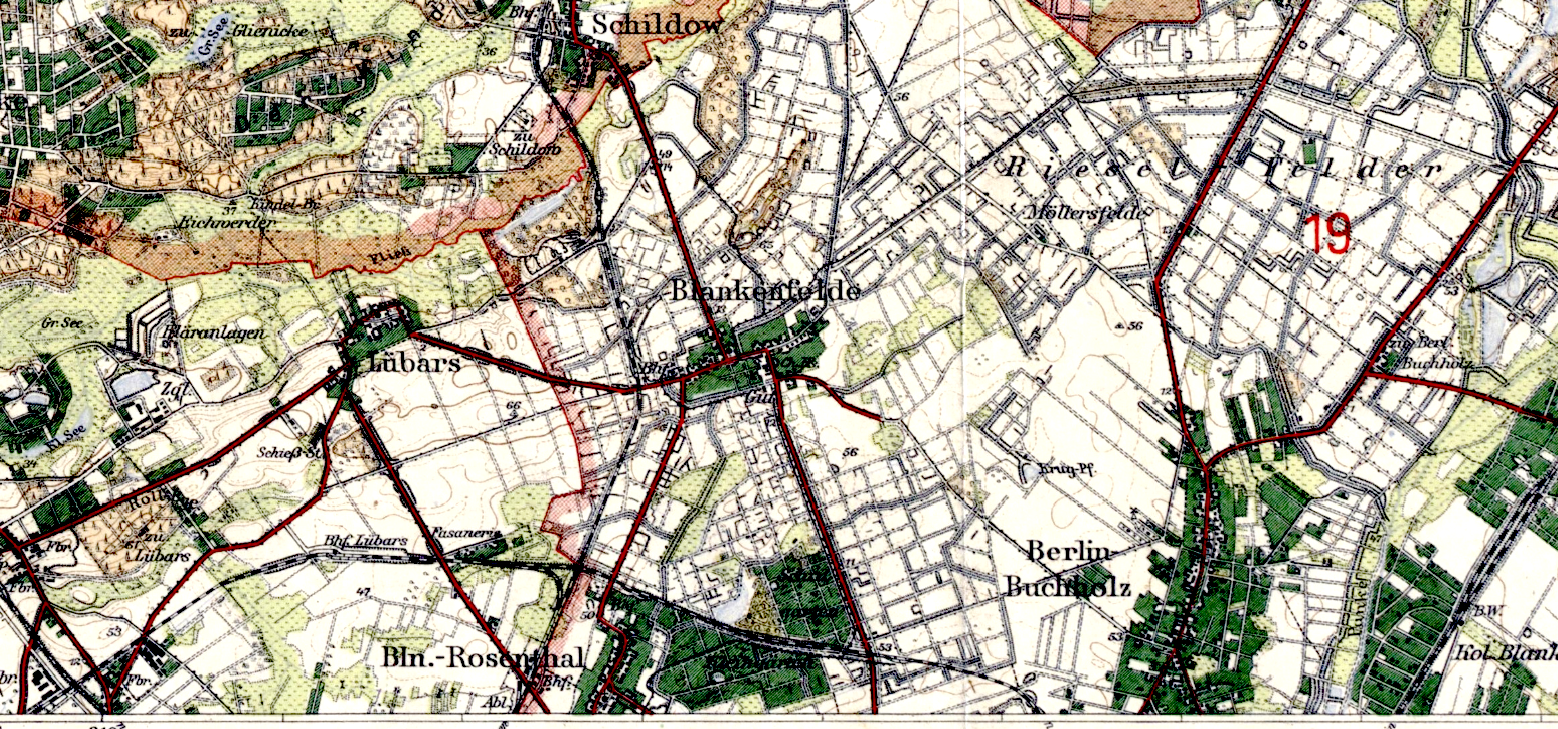
Straßenlage um Blankenfelde nach der Karte Berlin und Umgebung

Nach dem Wegfall der Rieselfelder um Blankenfelde (Landschaftsschutzgebiet Blankenfelde) wurde die Ortslage attraktiver und der Wohnhausbau in Kolonien und Kleingärten nahm zu, die „Nutzungen“ nach dem Flächennutzungsplan wurden hierfür Anfang der 2000er Jahre geändert. Konsequenterweise hat der Bezirk Pankow danach im Jahr 2011 sieben Straßen der Anlage Schildow-Waldeck und elf Straßen in der Siedlung Frohsinn auf Trassen der vorhandenen Garten-/ Koloniewege gewidmet. Diese 18 Straßen sind damit die neuesten Straßen im Ortsteil, ihre Benennung und Widmung allerdings war durch die bundesweite Georeferenzierung veranlasst.
Die Verbindung in Ost-West-Richtung lag einst auf der Trasse der Bernauer Heerstraße zwischen Spandau und Bernau, nach der eine Straße in Lübars (vormals Wittenauer Straße) bis an Blankenfelde heran noch benannt ist. Die durchgehende Verbindung an die Hauptstraße bestand bis zum Mauerbau. Die Trasse ging in die Hauptstraße auf und kreuzt (allerdings unbenannt) am Südrand der Deponie Arkenberge den Ortsteil. Die Bahnhofstraße mit dem Anschluss an die Hauptstraße in Höhe Mönchsmühler Straße als „Blankenfelder Chaussee“ von Lübars (und Spandau) her ist heute die Verbindung vom Ortsteil nach West. Durch den Mauerbau wurde die Verbindung nach Lübars unterbrochen und die Verbindung in Nord-Süd-Richtung durch Blankenfelde wurde für den Straßenverkehr beherrschend. Mit dem Beginn der Autobahnbau nach Rostock und dem Ausbau der ehemaligen F 96a wurde die nach Westen führende Blankenfelder Chaussee ab Ortsrand in Bahnhofstraße umbenannt. Die Fernstraße von Berlin (heute: B 96a) wurde zwischen Ortsteilgrenze Niederschönhausen und dem Kern des Ortsteils zur (neuen) Blankenfelder Chaussee umbenannt.

## Übersicht der Straßen und Plätze
Die nachfolgende Tabelle gibt eine Übersicht über die vorhandenen Straßen und Plätze im Ortsteil sowie einige dazugehörige Informationen.
- Name/Lage: aktuelle Bezeichnung der Straße oder des Platzes. Über den Link Lage kann die Straße oder der Platz auf verschiedenen Kartendiensten angezeigt werden. Die Geoposition gibt die Lage der ungefähren Mitte der Straßenlänge an.
- Im amtlichen Straßenverzeichnis nicht aufgeführte Verkehrswege sind mit * gekennzeichnet.
- Ehemalige oder nicht mehr gültige Straßennamen sind kursiv gesetzt. Für bedeutende ehemalige Straßen oder historische Straßennamen ist gegebenenfalls eine gesonderte Liste vorhanden.
- Länge/Maße in Metern:
Die in der Übersicht enthaltenen Längenangaben sind  gerundete Übersichtswerte, die in Google Earth mit dem dortigen Maßstab ermittelt wurden. Sie dienen Vergleichszwecken und werden, sofern amtliche Werte bekannt sind, ausgetauscht und gesondert gekennzeichnet.
Bei Plätzen sind die Maße in der Form a × b für rechteckige Anlagen und für (ungefähr) dreieckige Anlagen als a × b × c mit a als längster Seite angegeben.
Sofern die Straße auch in benachbarte Ortsteile weiterführt, gibt der Zusatz ‚im Ortsteil‘ an, wie lang der Straßenabschnitt innerhalb des Ortsteils dieses Artikels ist.
- Namensherkunft: Ursprung oder Bezug des Namens.
- Anmerkungen: weitere Informationen über anliegende Baudenkmale oder Institutionen, die Geschichte der Straße und historische Bezeichnungen.
- Bild: Foto der Straße oder eines anliegenden Objektes.

| Name/Lage                     | Länge/Maße (in Metern)                     | Namensherkunft | Datum der Benennung | Anmerkungen | Bild |
| ----------------------------- | ------------------------------------------ | --- | ------------------- | --- | --- |
| Alsaceweg (Lage)              | 0070                                       | Alsace ist eine Landschaft in Frankreich | 31. März 2011       | Der schmale Fahrweg (verkehrsberuhigter Bereich) liegt in der vormaligen Kleingartenanlage Frohsinn zwischen Rosenthaler Weg und Am Nordgraben und biegt in einem Abschnitt in Verlängerung von Am Nordgraben nach Westen wiederum zum Rosenthaler Weg. Die Namenswahl steht mit dem angrenzenden Ortsteil Französisch Buchholz im Zusammenhang. Dem Weg sind die Grundstücke 1–5 (ungerade) zugeordnet, diese liegen am Abschnitt von Am Nordgraben nach Norden und 6–8 (gerade) liegen am Abschnitt westlich in Fortsetzung von Am Nordgraben. | Alsaceweg vom Rosenthaler Weg nach Süd |
| Alte Schildower Straße (Lage) | 0400                                       | Schildow, nördlicher Nachbarort, Zielrichtung der Straße | 15. März 2005       | Die Schildower Straße führte von der Hauptstraße (westlich der Kirche) nach Schildow im Norden. Als Umgehung der zwischen Reinickendorf (West-Berlin) und Oranienburg unterbrochenen B 96 wurde in der DDR die Fernverkehrsstraße F 96a (heute B 96a) eingerichtet, die durch Blankenfelde führte. Diese Straßenführung wurde direkt durch den Ortskern gelegt und als Blankenfelder Chaussee bezeichnet. Nördlich vom Ortskern wurde diese neue Straße in die bestehende Schildower Straße eingebunden. Durch den Neubau der Fernverkehrsstraße wurde der parallel verlaufende von der Hauptstraße abgehende Abschnitt vom nordwärts führenden Abschnitt getrennt und geriet zur Sackgasse. „[Das führte ] immer wieder zu Verwechselungen bei Polizei, Feuerwehr und Lieferanten. Ortsunkundige Lkw-Fahrer mit großen und langen Lkw hatten keine Möglichkeit zu wenden. Sie mussten rückwärts bis zur Hauptstraße in Höhe der Schule und des Kindergartens fahren, was für die Kinder und ebenso für den Verkehr auf der Hauptstraße eine starke Gefährdung bedeutete.“ Deshalb erfolgte die Umbenennung der parallelen Straßenführung in Alte Schildower Straße. | Alte Schildower Straße nach Norden endend · „Blaue Ente“ an der alten Schildower Straße |
| Am Nordgraben (Lage)          | 0770                                       | Nordgraben liegt im Süden der Straße | 2012                | Die Straße (verkehrsberuhigter Bereich) wurde als Straße 19 geführt. Sie liegt zwischen der vormaligen Siedlung Frohsinn und dem Nordgraben, der tief durch einen Baumstreifen südlich am Weg entlang läuft und dessen Südufer die Begrenzung zum Nachbarortsteil Rosenthal ist. Nach der Beschilderung beginnt der so benannte Fahrweg am Alsaceweg, nach der Karte am Rosenthaler Weg. Dem Weg sind keine Grundstücke zugeordnet und von dieser Seite bestehen auch keine Eingänge, jedoch beginnen hier alle elf Wege dieser Siedlung nordwärts zum Rosenthaler Weg. Die Fortsetzung nach Ost über die Ortsteilgrenze an der Picardiestraße nach Französisch Buchholz heißt ebenfalls Am Nordgraben, hier ist der Name aber noch nicht gewidmet. | Am Nordgraben nach Westen gesehen |
| Am Schafstall (Lage)          | 0510 (Privatstraße)                        | Schafstall, langjährige Schafhaltung von Möllersfelde und Volksgut Blankenfelde                                                                                              | nach 1995           | Die Zufahrtsstraße zur vormaligen Mülldeponie Arkenberge (heute: Bauschuttdeponie) ist zweispurig und asphaltiert. Die Straße ist an der Schönerlinder Straße mit dem Schild Privatstraße markiert ohne amtliches Straßenschild, der Name ist inoffiziell, wird aber auf aktuellen Karten genutzt. Die Straße umgeht die naheliegende Anschlussstelle der Bundesautobahn 114 und liegt von der Schönerlinder Straße nach Nordwest. Am gegenüberliegenden Punkt geht geradeaus ein absperrbarer unbefestigter Fahrweg nach Möllersfelde, nach Südwest der verlängerte Schillingweg als Fußweg und die asphaltierte Deponiestraße nach rechts als Bauernweg weiter. Anzumerken ist, dass die Ortsteilgrenze zu Französisch Buchholz in Straßenmitte verläuft. Die Straße wird in Straße nach Arkenberge umbenannt und als Straßenzug mit dem Bauernweg zwischen Schönerlinder Straße und Bauschuttdeponie an der KGA Arkenberger Grund einbezogen. | Am Schafstall in Blickrichtung Südost zur Schönerlinder Straße |
| Argonnenweg (Lage)            | 0390                                       | Argonnen ist eine Landschaft in Frankreich | 31. März 2011       | Der schmale Fahrweg (verkehrsberuhigter Bereich) liegt in der vormaligen KGA Frohsinn zwischen Rosenthaler Weg und Am Nordgraben, dem Fahrweg entlang am Nordgraben. Die Siedlung grenzt ostwärts an den Ortsteil Französisch Buchholz, wodurch die Namenswahl der Siedlungswege bestimmt wurde. Dem Weg sind die Grundstücke 1–39 (ungerade) und 2–36 (gerade) zugeordnet. Der Name des KGA-Weges war Stachelbeerweg. | Argonnenweg |
| Bahnhofstraße (Lage)          | 0760 (im Ortsteil)                         | Bahnhof Blankenfelde der „Heidekrautbahn“ | 1901                | Die Straße führte anfangs in Verlängerung der Hauptstraße zwischen Mönchmühler Straße und dem Haltepunkt der ab Sommer 1898 gebauten und am 21. Mai 1901 eröffneten Heidekrautbahn. Der weitere Straßenverlauf hieß Wittenauer Straße (heute in Lübars als Alter Bernauer Heerweg). Nach 1961 wurde die hinter dem Bahnhof nach Lübars weiterführende Blankenfelder Chaussee bis zur Bezirksgrenze Reinickendorf (Ortsteilsgrenze zwischen Blankenfelde und Lübars und zu diesem Zeitpunkt Teil der Berliner Mauer) in die Bahnhofstraße einbezogen. Durch den Mauerbau war seit 1961 keine Nutzung der Straße nach Lübars mehr möglich. An der Straße liegt der geschlossene Friedhof Pankow VIII, dessen Kriegsgräberstätte wegen Vandalismus auf das Gelände von Friedhof Pankow III übernommen wurde. Der Bahnhof in der Bahnhofstraße 10 ist als Baudenkmal eingetragen, Fertigstellung 1901, nach Entwürfen von Becker, Mirau und Steinfeld. Im Adressbuch 1922 ist die Bahnhofstraße zwischen Hauptstraße und Gemarkung Lübars notiert, auf der südlichen Seite liegt das Grundstück der Gutsverwaltung (Eigentümer die Stadt Berlin) dann folgen die Rieselfelder (heute: Landschaftsschutzgebiet Blankenfelde) beidseits des Eisenbahngleises. Auf der Nordseite liegt zunächst die Gutsbaracke, gefolgt von Rieselfeldern (heute: Landschaftsschutzgebiet Blankenfelde um den Zingergraben), dem Bahnhof Blankenfelde der Reinickendorf=Liebenwalder=Gr.Schönebecker Eisenbahn A.=G. und Rieselfeldern bis zur Gemarkungsgrenze. | Bahnhof der Niederbarnimer Bahn / Heidekrautbahn an der Bahnhofstraße · Bahnhofstraße von Ecke Mönchmühler Straße Richtung Lübars · Im Flächeneck von Bahnhofstraße und der nur noch als unbenannter Fußweg lag zwischen 1941 und 1945 ein Krankensammellager für Fremdarbeiter. Im Bild die Informationstafel. |
| Bambusweg (Lage)              | 0340                                       | Bambus, eine der zwölf Unterfamilien aus der Familie der Süßgräser (Poaceae)                                                                                                 | 11. Nov. 2014       | Der Bambusweg ist eine Privatstraße in der Anlage Idehorst. Er liegt nach Nordost parallel zur angrenzenden KGA 'Erholung' zwischen dem Eingang am Kapellenweg 32 und der Ideallee, somit Zugangsweg zu anderen Anlagenwegen. Der vorherige Anlagenname war Fasanenplan. Zugeordnet sind die Grundstücke 1–27 (ungerade) und 14, 16, 24–28 (gerade). Der Name Ideallee war bereits eine interne Wegebezeichnung für den größten Weg der Anlage Idehorst, die übrigen Wege wurden nach Pflanzen benannt. | Bambusweg |
| Bauernweg (Lage)              | 3310 (Privatstraße)                        | Bauer, die Flächen waren noch landwirtschaftlich genutzt | nach 1980           | Amtlich ist der Fahrweg als Fußweg mit einer Länge von 460 Metern verzeichnet. Er liegt zwischen der Hauptstraße in Arkenberge am nördlichen Ende und der Straße Am Schafstall nahe der Autobahnanschlussstelle Schönerlinder Straße. Die Straße unter diesem Namen ist eine Privatstraße und führt im Westabschnitt durch die KGA Arkenberge an deren Nordende sich ein Tor befindet. Im weiteren Verlauf nach Osten wird die Bauschuttdeponie und die ehemalige Mülldeponie (Hausmülldeponie Arkenberge) nördlich berührt. Im Weiteren am Berliner Außenring auf dem die S 8 und Regionalbahnen fahren entlang ist der Bauernweg durchgehend eine asphaltierte, teilweise eine Betonstraße. Der Bauernweg ist die befestigte asphaltierte Zufahrtsstraße zum Recyclingzentrum. Diese Asphaltstraße führt am Arkenberger Baggersee und dem Hundeauslaufgebiet vorbei und liegt im südlichen Teil am Autobahnzubringer Pankow entlang und geht um die Anschlussstelle (ASt Schönerlinder Straße) herum südwestwärts bis an die Straße Am Schafstall, die die Fortsetzung der Deponie-Privatstraße zur Schönerlinder Straße und nach Französisch Buchholz ist. Die Straße wird von Hundebesitzern und im Sommer von Badegästen benutzt, dafür existieren hier Parkplätze. Der Zugang zur „KGA Arkenberger Grund“ erfolgt ebenfalls über diese Straße. Zwischen Arkenberger Baggersee, Deponie und am Westrand der „KGA Arkenberger Grund“ kreuzt die „(Alte) Bernauer Heerstraße“, die im Ortsteil nicht so benannt ist, aber im Ortsteil Lübars heißt eine Straße „Alter Bernauer Heerweg“ und in Bernau-Birkholzaue sowie in Blumberg-Elisenau heißt eine Straße „Alte Bernauer Landstraße“. Die Wegführung der Straße liegt am nördlichen Berührungspunkt nahe der Bahnlinie für 20 Meter über Brandenburger Territorium. Ein Ende der 1990er Jahre angelegtes Hundeauslaufgebiet wird durch den Bauernweg (Parkplatz am Arkenberger Baggersee) zugänglich. Allerdings ist dieses vom Bezirk eingerichtete Gebiet nicht mehr in den Listen der Senatsverwaltung enthalten. | Privatstraße nach Arkenberge, vom Eckpunkt Am Schafstall nach Nordost · Bauernweg vom Ausgang KGA nach Norden. |
| Berliner Straße (Lage)        | 0490                                       | Verbindungsstraße mit Berlin | 1922                | Der alte Verbindungsweg nach Berlin ist schon auf dem Messtischblatt von 1871 eingezeichnet und führte östlich vom Gut Blankenfelde nach Niederschönhausen. Die von Berlin kommende Verbindungsstraße nach Nord erhielt 1922 den Namen Berliner Straße. Da seit 1950 für Ost-Berlin eine Umgehung der in Reinickendorf (West-Berlin) liegenden B 96 nötig wurde, führte die Fernverkehrsstraße, als F 96, über die Schönhauser Allee von Pankow durch Blankenfelde nach Oranienburg. Dabei wurde in Blankenfelde eine neue Trasse durch Rieselfeldgelände angelegt, die östlich der Kirche den Ortskern und die Hauptstraße kreuzte. Damit verkürzte sich die Berliner Straße auf den Abschnitt zwischen Hauptstraße und dem Anschluss an die (westlicher gelegene) Umgehungsstraße, der heute diesen Namen trägt. Der Teil des Dorfensembles an der Berliner Straße Nr. 1 und Nr. 2 wurde als Baudenkmal aufgenommen. Im Adressbuch 1922 ist die Berliner Straße zwischen Hauptstraße und Gemarkung Rosenthal angegeben, zwischen Hauptstraße und Buchholzer Straße liegen links die Grundstücke 1, 3, 5 und rechts das Gut Blankenfelde, nach Süden schließen sich die Rieselfelder (heute: Landschaftsschutzgebiet Blankenfelde) an. | Berliner Straße von Hauptstraße nach Süd |
| Birnbaumring (Lage)           | 0880                                       | Birnbaum passend zu benachbarten Straßen | 13. Dez. 1934       | Die Straße in der Stadtrandsiedlung Blankenfelde trug zunächst die Bezeichnung Weg 1. Sie umschließt die Siedlung im Osten. | Birnbaumring nach Osten gesehen von der Chaussee aus |
| Blankenfelder Chaussee (Lage) | 1970                                       | Verbindungsweg von Niederschönhausen nach Blankenfelde | nach 1950           | Die Straße liegt zwischen dem Übergang in die Schildower Straße (490 Meter nördlich der Hauptstraße) und der Ortsteilgrenze zu Rosenthal. 500 Meter südlich vom Ortsteil (Kreuzung mit der Hauptstraße) verläuft sie auf der Trasse der (ehemals) Berliner Straße. Die Ausfallstraße von Berlin nach Norden ist bereits auf alten Karten im Verlauf von Berliner, Dorf- und Schildower Straße eingezeichnet. Um 1950 wurde als Umgehung der durch West-Berlin führenden Bundesstraße 96 in Ost-Berlin die Fernverkehrsstraße F 96 durch Pankow nach Blankenburg eingerichtet. Dabei wurde bereits vor 1955 eine Umgehung des querliegenden Teilstücks der Hauptstraße (vormals Dorfstraße) über Rieselfeldgelände und durch den Ortskern (östlich der Kirche) geschaffen. Der neue Straßenzug einschließlich der südlichen Führung auf der Berliner Straße erhielten ab Ortsteilgrenze den Namen Blankenfelder Chaussee. Es verblieben Teilstücke der Berliner Straße südlich der Hauptstraße mit Anschluss an die neue Trasse und der Schildower Straße nördlich der Hauptstraße ohne Anschluss an dies Blankenfelder Chaussee. Nach 1961 entfiel die bestehende Verbindung über die Bundesstraße 96 durch den Mauerbau endgültig und als die Rostocker Autobahn und der Autobahnring gebaut wurden erfolgte der Ausbau der Fernverkehrsstraße durch Blankenfelde. Die Straße wurde zweistreifig mit jeweils zweispuriger Breite ausgebaut. Auf der Blankenfelder Chaussee liegt die Bundesstraße 96a. An der Blankenfelder Chaussee die meist durch ehemaliges Rieselfeldgelände führt, liegt der Volkspark Pankow-Blankenfelde mit der Revierförsterei Blankenfelde, 1909 als Städtischer Schulgarten angelegt. Im Nordteil befand sich Anfang der 1950er Jahre ein Altersheim (auf dem Gelände der heutigen Revierförsterei) ausgewiesen ist. Der zuvor bis zur Ecke Wittenauer Straße bestehende Abschnitt der Blankenfelder Chaussee in Lübars an der Südwestecke des Friedhofs Pankow VIII endet seit der Benennung der Fernverkehrsstraße an der Ortsteilgrenze und wurde in die Bahnhofstraße einbezogen. | Blankenfelder Chaussee |
| Bretagneweg (Lage)            | 0200                                       | Bretagne, eine westfranzösische Region | 31. März 2011       | Der schmale Fahrweg (verkehrsberuhigter Bereich) liegt in der Freizeitsiedlung auf dem Gebiet der vormaligen KGA Frohsinn zwischen Rosenthaler Weg und Am Nordgraben, dem Fahrweg entlang am Nordgraben. Die Siedlung grenzt ostwärts an den Ortsteil Französisch Buchholz, wodurch die Namenswahl der Siedlungswege bestimmt wurde. Dem Weg sind die Grundstücke 1–19 (ungerade) und 2–18 (gerade) zugeordnet. Als Weg in der Kleingartenanlage trug dieser Fahrweg den Namen Himbeerweg. | Bretagneweg |
| Buchholzer Straße (Lage)      | 1730 (im Ortsteil)                         | Verbindungsweg nach Buchholz | 1922                | Die Straße trägt diesen Namen zwischen Berliner Straße und Ortsteilgrenze. Zunächst war sie (amtlich) ohne Namen und erhielt die Bezeichnung im Zusammenhang mit der Verlagerung der Nord-Süd-Straße Berlin–Oranienburg, im Groß-Berliner Adressbuch von 1922 ist sie zwischen Berliner Straße und Gemarkung Buchholz erwähnt, bebaut und bewohnt sind die Grundstücke 7–11 (ungerade) und 8–12, 20 und 22 (gerade). | Buchholzer Straße vom Blankenfelder Graben westwärts zum Dorfkern |
| Cantalweg (Lage)              | 0290                                       | Cantal, französisches Département in der Mitte des Landes in der Region Auvergne-Rhône-Alpes                                                                                 | 31. März 2011       | Der schmale Fahrweg (verkehrsberuhigter Bereich) liegt in der Freizeitsiedlung Frohsinn zwischen Rosenthaler Weg und Am Nordgraben, dem Fahrweg entlang am Nordgraben. Die Siedlung grenzt ostwärts an den Ortsteil Französisch Buchholz, wodurch die Namenswahl der Siedlungswege bestimmt wurde. Dem Weg sind die Grundstücke 1–27 (ungerade) und 2–26 (gerade) zugeordnet. Diese neu benannte Straße hieß in der Kleingartenanlage Holunderbeerweg. | Cantalweg |
| Champagneweg (Lage)           | 0320                                       | Champagne, eine Landschaft und historische Provinz im nordöstlichen Frankreich                                                                                               | 31. März 2011       | Der schmale Fahrweg (verkehrsberuhigter Bereich) liegt in der Siedlung Frohsinn und zwischen Rosenthaler Weg und Am Nordgraben, dem Fahrweg entlang am Nordgraben. Die Siedlung grenzt ostwärts an den Ortsteil Französisch Buchholz, wodurch die Namenswahl der Siedlungswege bestimmt wurde. Dem Weg sind die Grundstücke 1–31 (ungerade) und 2–30 (gerade) zugeordnet. Der Anlagenname in der KGA Frohsinn war Maulbeerweg. | Champagneweg |
| Dietzgenstraße (Lage)         | 60 (im Ortsteil)                           | Josef Dietzgen (1828–1888), Philosoph | 1. Nov. 2006        | Der südlich die Blankenfelder Chaussee (zuvor Berliner Straße) fortsetzende vormals Blankenfelder Straße genannte Teil der Fernverkehrsstraße B 96a führte südlich des Rosenthaler Wegs (unterhalb der Botanischen Anlage) nach Niederschönhausen hinein. Die Straßennamen im Bezirk Pankow wurden 2006 vereinheitlicht. Da hier ein Stück des alten Straßennamens verblieben war, wurde dieser in die Dietzgenstraße einbezogen. Die Grenze der Ortsteile Blankenfelde und Rosenthal kreuzt schräg über die Straße, so liegt das Grundstück 191 auf der Westseite schon im Nachbarortsteil und nur das Gewerbegrundstück Dietzgenstraße 194 gehört zum Ortsteil, es liegt stadtwärts (südlich) der wasserwirtschaftlichen Anlage, die für den Zufluss des Blankenfelder Grabens in den Nordgraben erbaut ist. | und |
| Feldsteinweg (Lage)           | 0600                                       | Feldstein, die Ackerbearbeitung behindernde auf Feldern liegende Steine, der Name wurde in Ortsverbundenheit zum nahe gelegenen Landschaftsschutzgebiet Blankenfelde gewählt | 31. März 2011       | Die Straße liegt mit den Grundstücken 3–29 (ungerade) und 6–24 (gerade) zwischen Lübarser und Röhrichtweg und mit einem Wegeast am Heidekrautgraben entlang. Sie ist eine von sieben Privatstraßen in der Anlage Schildow-Waldeck und nach Formen im benachbarten Landschaftsschutzgebiet Blankenfelde benannt. Die bisher bestehende Nummerierung der Grundstücke in der Anlage wurde durch Gebäudeadressen ersetzt für die ein Straßenname vorhanden sein muss, um Hausnummern zu vergeben, daran fehlte es in der Anlage Schildow-Waldeck. Die nichtamtlichen Anlagennamen waren Finken- und Weißdornweg. | Feldsteinweg an der Südecke |
| Feuerdornweg (Lage)           | 0250                                       | Feuerdorn, Gattung immergrüner Sträucher aus der Familie der Rosengewächse                                                                                                   | 11. Nov. 2014       | Der Feuerdornweg ist eine Privatstraße in der Anlage Idehorst. Er liegt nach Nordwest zwischen dem Schillingweg (Grenze zu Französisch Buchholz) und dem Bambusweg. Der vorherige Anlagenname war Adlerweg. Zugeordnet sind die Grundstücke 2–16 und 3–19. Der Name Ideallee war bereits eine interne Wegebezeichnung für den größten Weg der Anlage Idehorst, die übrigen Wege wurden nach Pflanzen benannt. | Feuerdornweg |
| Fingerstrauchweg (Lage)       | 0110                                       | Fingerstrauch, Pflanzenart aus der Gattung Potentilla | 11. Nov. 2014       | Der Fingerstrauchweg ist eine Privatstraße in der Anlage Idehorst. Er liegt nach Nordwest zwischen der angrenzenden KGA 'Am Koppelgraben' und dem Bambusweg. Der vorherige Anlagenname war Lerchenweg. Zugeordnet sind die Grundstücke 1–9 und 2–10. Die Eigentümer haben sich für Wegenamen entschieden. Der Name Ideallee war bereits eine interne Wegebezeichnung für den größten Weg der Anlage Idehorst, die übrigen Wege wurden nach Pflanzen benannt. | Fingerstrauchweg |
| Forkensteig (Lage)            | 0220                                       | Forke, passend zu benachbarten Straßen | 13. Dez. 1934       | Der Forkensteig, vorher als Weg 6 bezeichnet, liegt in der Stadtrandsiedlung Blankenfelde östlich der Schildower Straße. 1943 ist die Straße im Adressbuch aufgeführt. Die Grundstücke 1–20 der Stadtrandsiedlung sind im Eigentum der Stadt Berlin, Bewohner sind Arbeiter, Handwerker und auch Rieselwärter. | Forkensteig |
| Gascogneweg (Lage)            | 0350                                       | Gascogne, eine historische Provinz im Südwesten Frankreichs | 31. März 2011       | Der schmale Fahrweg (verkehrsberuhigter Bereich) liegt in der Siedlung Frohsinn zwischen Rosenthaler Weg und Am Nordgraben, dem Fahrweg entlang am Nordgraben. Die Siedlung grenzt ostwärts an den Ortsteil Französisch Buchholz, wodurch die Namenswahl der Siedlungswege bestimmt wurde. Dem Weg sind die Grundstücke 1–39 (ungerade) und 2–36 (gerade) zugeordnet. Der Weg war bereits in der aufgehobenen Kleingartenanlage als Johannisbeerweg vorhanden. | Gascogneweg |
| Gurkensteig (Lage)            | 0220                                       | Gurke, passend zu benachbarten Straßen | 13. Dez. 1934       | Der Gurkensteig, vorher als Weg 2 bezeichnet, liegt in der Stadtrandsiedlung Blankenfelde östlich der Schildower Straße. 1943 ist die Straße im Adressbuch aufgeführt. Die Grundstücke 1–24 der Stadtrandsiedlung sind im Eigentum der Stadt Berlin, Bewohner sind Arbeiter, Handwerker und auch Rieselwärter. | Gurkensteig |
| Hauptstraße (Lage)            | 3730                                       | Hauptstraße (allgemein) | um 1900             | Mit der Erweiterung des Straßennetzes wurde die überlieferte Form Dorfstraße durch den amtlicheren Begriff Hauptstraße ersetzt. Dieser Name zwischen der Mönchmühler Straße und dem Ort besitzt ebenfalls der weitere Straßenverlauf nach Norden bis zur Kolonie „Arkenberge“ und die KGA „An den Teichen“. Hier führt ein Fuß- und Fahrweg über die Berliner Stadtgrenze mit Übergang nach Mönchmühle. Die Bernauer Heerstraße von Spandau nach Bernau (und Stettin) führte in Ost-West-Lage durch Blankenfelde über die Hauptstraße. In Lübars ist die Alter Bernauer Heerweg noch benannt. Vom Nordabschnitt der Hauptstraße zweigte diese Heerstraße nach Nordost auf einer Trasse zwischen der heutigen Deponie und den Arkenberger Baggerseen zum Gut Schönerlinde ab. Jenseits der Stadtgrenze in Schönerlinde (Land Brandenburg) besteht der Name (Alte) Bernauer Heerstraße noch. 1922 ist die Hauptstraße zwischen Bahnhofstraße und Gemarkung Schönerlinde vermerkt, auf der Nordseite (linke Seite) die Grundstücke 1–19, die Schildower Straße gefolgt von Kirche und Friedhof und den bebauten und bewohnten Grundstücken 21–59, im 59 das Schnitterhaus. Auf der rechten Südseite die Grundstücke 2–30, die Berliner Straße, 32–58. 33 und 34 existieren nicht, in 20 ist die Gemeindeschule und 24–30 der Gutshof. Zwischen Vorwerk Möllersfelde (heute Möllersfelder Weg) und Gemarkung Schönerlinde sind keine weiteren Eintragungen vorhanden. Die Hauptstraße setzt sich heute nach Westen mit der Bahnhofstraße (Kategorie III; regionale Hauptstraße) in die Blankenfelder Chaussee nach Lübars fort. Eine andere Führung von Französisch Buchholz nach Reinickendorf und dem Märkischen Viertel ist der Straßenzug Buchholzer, Berliner, Haupt-, Mönchmühler Straße die im Berliner Straßennetz die Kategorie einer Ergänzungsstraße (StEP-Stufe IV) haben und den Anschluss an den Wilhelmsruher Damm besitzen. Eine geplante Entlastung dieser Straßen durch die Nordtangente ist immer wieder im Gespräch aber nicht in den Planungen enthalten. Der gesamte Dorfkern mit allen anliegenden Gehöften und Gebäuden, wie Schnitterkaserne, Dorfkrug und das Gut Blankenfelde ist in die Denkmalliste aufgenommen. Baudenkmal: Evangelische Dorfkirche Hauptstraße 21 | Hauptstraße, Blick in Richtung Westen zum Dorfkern · Hauptstraße: nach Süden am Ecke Bergweg. |
| Heckenrosenweg (Lage)         | 0270                                       | Heckenrose, Pflanzenart aus der Gattung Rosen (Rosa) innerhalb der Familie der Rosengewächse (Rosaceae)                                                                      | 11. Nov. 2014       | Der Heckenrosenweg ist eine Privatstraße in der Anlage Idehorst. Er liegt nach Nordwest zwischen dem Schillingweg (Grenze zu Französisch Buchholz) und dem Bambusweg. Der vorherige Anlagenname war Falkenhorst. Zugeordnet sind die Grundstücke 1–23 und 4–38. Die Eigentümer haben sich für Wegenamen entschieden. Der Name Ideallee war bereits eine interne Wegebezeichnung für den größten Weg der Anlage Idehorst, die übrigen Wege wurden nach Pflanzen benannt. | Heckenrosenweg |
| Heidekrautbahnring (Lage)     | 0600                                       | westlich gelegene Heidekrautbahn | 31. März 2011       | Die Straße liegt im Bogen am westlichen Rand der Anlage mit den Grundstücken 1–81 (ungerade) und 2–74 (gerade) zwischen Lübarser Weg und Schildower Straße über Waldeckkarree hinweg. Sie ist eine von sieben Privatstraßen in der Anlage Schildow-Waldeck und nach Formen im benachbarten Landschaftsschutzgebiet Blankenfelde benannt. Die bisher bestehende Nummerierung der Grundstücke in der Anlage wurde durch Gebäudeadressen ersetzt für die ein Straßenname vorhanden sein muss, um Hausnummern zu vergeben, daran fehlte es in der Anlage Schildow-Waldeck. „Die gewählten Namen spiegeln Bezeichnungen aus diesem Landschaftsschutzgebiet wieder. Der Name Heidekrautbahnring wurde auf Grund der Nähe zur durch Blankenfelde fahrenden Heidekrautbahn verwendet.“ Der vorher intern verwendete Name in der Kleingartenanlage war Waldweg | Heidekrautbahnring Ecke Waldeckkarree |
| Ideallee (Lage)               | 0550 (Privatstraße)                        | Zugangsweg der Anlage Idehorst am benachbarten NSG Idehorst | 11. Nov. 2014       | Die Ideallee in der Anlage Idehorst liegt am Ende des Kapellenwegs am Ostrand der Anlage vom Schillingweg (Grenze zu Französisch Buchholz) nach Nordwest, parallel zum Graben 52 Buchholz. Zugeordnet sind die Grundstücke 3–61 (ungerade) und 2–60 (gerade). Die Eigentümer haben sich für Wegenamen entschieden. Der Name Ideallee war bereits eine interne Wegebezeichnung für den größten Weg der Anlage Idehorst, die übrigen Wege wurden nach Pflanzen benannt. | Ideallee |
| Kapellenweg (Lage)            | 0950                                       | Name des Flurstücks | 1941                | Der Name wurde vermutlich nach einem Flurnamen gewählt. Auf einer Karte um 1750 ist das Gelände als „Capellen“ angegeben. Der Weg führt von der Siedlung Martha-Aue an der Buchholzer Straße zur KGA „Erholung“, südlich von Möllersfelde. 1943 ist die Straße im Adressbuch aufgeführt. Die Nordseite ist unbebaut, gegenüber auf 11 liegt das bewohnte Sabisch'sche Haus, es folgen unbebaute Grundstücke, Garten, der Privatweg, Sommerhäuser und das Laubengelände. | Kapellenweg |
| Kartoffelsteig (Lage)         | 0760                                       | Kartoffel, passend zu benachbarten Straßen | 13. Dez. 1934       | Der Kartoffelsteig, vorher als Weg 3 bezeichnet, liegt in der Stadtrandsiedlung Blankenfelde östlich der Schildower Straße. 1943 ist die Straße im Adressbuch aufgeführt. Die Grundstücke 1–39 (mehrere Grundstücke existieren nicht) der Stadtrandsiedlung sind im Eigentum der Stadt Berlin, Bewohner sind Arbeiter, Handwerker und auch Rieselwärter. | Kartoffelsteig |
| Kirschlorbeerweg (Lage)       | 0240                                       | Kirschlorbeer, Pflanzenart aus der Familie der Rosengewächse | 11. Nov. 2014       | Der Kirschlorbeerweg ist eine Privatstraße in der Anlage Idehorst. Er liegt nach Nordwest zwischen dem Schillingweg (Grenze zu Französisch Buchholz) und dem Bambusweg. Der vorherige Anlagenname war Sperberweg. Zugeordnet sind die Grundstücke 3–17 und 4–20. Die Eigentümer haben sich für Wegenamen entschieden. Der Name Ideallee war bereits eine interne Wegebezeichnung für den größten Weg der Anlage Idehorst, die übrigen Wege wurden nach Pflanzen benannt. | Kirschlorbeerweg |
| Köppchenseeweg (Lage)         | 0570                                       | Köppchensee, liegt westlich im Naturschutzgebiet Tegeler Fließtal | 31. März 2011       | Die Straße liegt mit den Grundstücken 1–107 (ungerade) und 94–112 (gerade) südwestlich vom Lübarser Weg im Gegenbogen zum Heidekrautbahnring und kreuzt Waldkarree, zum Heidekrautbahnring gehen dabei drei Seitenstraßen (vorher Dahlien-, Nelken-, Blumenweg) nach Nordwest um die hier liegenden Grundstücke anzuschließen. Die bisherige Bezeichnung intern in der Anlage waren südlich Flieder- und nördlich Wiesenweg. Sie ist eine von sieben Privatstraßen in der Anlage Schildow-Waldeck und nach Formen im benachbarten Landschaftsschutzgebiet Blankenfelde benannt. Die bisher bestehende Nummerierung der Grundstücke in der Anlage wurde durch Gebäudeadressen ersetzt für die ein Straßenname vorhanden sein muss, um Hausnummern zu vergeben, diese fehlten zuvor in der Anlage Schildow-Waldeck. Der Name nach dem Köppchensee wurde in Ortsverbundenheit zum nahe gelegenen Landschaftsschutzgebiet gewählt, am Nordufer des Sees war in den 1960er Jahren, damals nahe der Berliner Mauer gelegen, eine Müllschüttung begonnen worden. | Köppchenseeweg ab Ecke Waldeckkarree |
| Kürbissteig (Lage)            | 0260                                       | Kürbis, passend zu benachbarten Straßen | 13. Dez. 1934       | Der Kürbissteig, vorher als Weg 4 bezeichnet, liegt in der Stadtrandsiedlung Blankenfelde östlich der Schildower Straße. 1943 ist die Straße im Adressbuch aufgeführt. Die Grundstücke 1–20 der Stadtrandsiedlung sind im Eigentum der Stadt Berlin, Bewohner sind Arbeiter und Handwerker. | Kürbissteig |
| Lebensbaumweg (Lage)          | 0110                                       | Lebensbaum, Pflanzengattung in der Familie der Zypressengewächse (Cupressaceae)                                                                                              | 11. Nov. 2014       | Der Lebensbaumweg ist eine Privatstraße in der Anlage Idehorst. Er liegt nach Nordwest zwischen der angrenzenden KGA 'Am Koppelgraben' und dem Bambusweg. Der vorherige Anlagenname war Meisenweg. Zugeordnet sind die Grundstücke 1–7 und 2–10. Die Eigentümer haben sich für Wegenamen entschieden. Der Name Ideallee war bereits eine interne Wegebezeichnung für den größten Weg der Anlage Idehorst, die übrigen Wege wurden nach Pflanzen benannt. | Lebensbaumweg |
| Lorraineweg (Lage)            | 0240                                       | Lorraine, eine Region im Nordosten Frankreichs | 31. März 2011       | Der schmale Fahrweg (verkehrsberuhigter Bereich) ist als gewidmete Straße notiert und liegt in der Freizeit-Siedlung Frohsinn zwischen Rosenthaler Weg und Am Nordgraben, dem Fahrweg entlang am Nordgraben. Die Siedlung grenzt ostwärts an den Ortsteil Französisch Buchholz, wodurch die Namenswahl der Siedlungswege bestimmt wurde. Dem Weg sind die Grundstücke 1–23 (ungerade) und 2–22 (gerade) zugeordnet. Der Fahrweg trug in der Kleingartenanlage die Bezeichnung Brombeerweg. | Lorraigneweg |
| Lübarser Weg (Lage)           | 0590                                       | Nachbarort von Lübars | vor 1913            | Der Verbindungsweg von Lübars über Blankenfelde nach Schildow heißt auf dem Stück zwischen Schildower Straße und Bahnlinie Lübarser Weg und geht ab Bahnlinie als Schildower Weg weiter. Es ist eine zweispurige asphaltierte Straße teilweise mit einem eingebundenen Fußweg und gehört zur Stadtrandsiedlung Blankenfelde westlich der Schildower Straße, der Siedlung Schildow-Waldeck, mit Einfamilienhäusern. Die abgehenden unbefestigten Wege durch die Siedlung sind nicht amtlich aufgeführt. | Lübarser Weg Blick SW von der Schildower Chaussee |
| Mispelweg (Lage)              | 0110                                       | Mispel, Pflanzenart der Kernobstgewächse (Pyrinae) in der Familie der Rosengewächse (Rosaceae)                                                                               | 11. Nov. 2014       | Der Mispelweg ist eine Privatstraße in der Anlage Idehorst. Er liegt nach Nordwest zwischen der angrenzenden KGA 'Am Koppelgraben' und dem Bambusweg. Der vorherige Anlagenname war Finkenweg. Zugeordnet sind die Grundstücke 1–9 und 2–10. Die Eigentümer haben sich für Wegenamen entschieden. Der Name Ideallee war bereits eine interne Wegebezeichnung für den größten Weg der Anlage Idehorst, die übrigen Wege wurden nach Pflanzen benannt. | Mispelweg |
| Moorwiesenring (Lage)         | 0350                                       | Moorwiese, der Name wurde in Ortsverbundenheit zur Geländeform des nahe gelegenen Landschaftsschutzgebietes Blankenfelde gewählt                                             | 31. März 2011       | Die Straße liegt im Nordteil der Siedlung Schildow-Waldeck mit den Grundstücken 1–41 (ungerade) und 4–46 (gerade). Die neu benannte Straße setzt sich aus mehreren (vorhergehenden) Anlagewegen zusammen. Tännichtweg hieß der Wegeabschnitt parallel zur Schildower Straße. Einbezogen wurden der südliche Lilien- und der nördliche Distelweg, die den nach Osten offenen Bogen bilden der zum Begriff „-ring“ führte. Auch die Grundstücke von Alter Spielplatz an dem in den Bogen hineingehende Weg sind nun unter dem neuen Namen nummeriert. Einige südlicher liegende Grundstücke, die vorher zum Brunnenweggehörten, wurden bei der erfolgten Umnummerierung der Grundstück zur Schildower Straße zugeordnet. Der Moorwiesenring ist eine von sieben Privatstraßen in der Anlage Schildow-Waldeck, die nach Formen im benachbarten „Landschaftsschutzgebiet Blankenfelde“ benannt wurden. Zuvor bestand die Postadresse aus einer Anlagen(gesamt-)adresse von der Schildower Straße her, die einzelnen Grundstücke wurden mit Anlagenweg und einer Nummer angesprochen, die nicht als Hausnummer geeignet waren. Um die (bundesweit vorgeschriebene) georeferenzierbare Anschrift zu erhalten wurden vom Bezirksamt (auf Eigentümerantrag) Gebäudeadressen erstellt. Dafür war ein Straßenname vorhanden sein muss, um Hausnummern zu vergeben. Die Wegenamen (Heidekrautbahnring, Köppchenseeweg, Moorwiesenring, Waldeckkarree, Reppfuhlring, Röhrichtweg, Feldsteinweg) wurden ausgewählt, da sie eine Ortsverbundenheit zum nahe gelegenen „Landschaftsschutzgebiet Blankenfelde“ herstellen. Für den Moorwiesenring sind die westlich zum Köppchensee hin liegenden moorastigen Wiesen namensgebend. Diese besitzen Schichtquellen, die für die Gegend am LSG Lübarser Fließ markant sind. | Moorwiesenring: Blick von der Schildower Straße |
| Möllersfelde (Lage)           | 0180 × 80                                  | Möllersfelde, ehemaliges Vorwerk des Guts Blankenfelde. | um 1900             | Das Vorwerk Möllersfelde hieß noch 1817 „Schötzsches Etablissement“, wurde später zu Müllersfelde und erhielt letztlich den heutigen Namen und gehörte mit Stallanlagen noch bis 1990 zum Stadtgut Blankenfelde. Die Entwicklung des Gebietes ist durch die zeitweilige Nutzung in der Rieselfeldwirtschaft beeinflusst gewesen. Der heute amtlich so benannte Ort mit der Grundstücksbezeichnung „Möllersfelde 1“ liegt nahe der Anschlussstelle zur A 114 Schönerlinder Straße, rund 440 Meter an einem unbenannten Weg in Verlängerung von Am Schafstall in Richtung Arkenberge. Hier befindet sich aktuell ein Reiterhof. Im Silvaplan von 1925 ist durch die Rieselfelder an Möllersfelde vorbei ein Fahrweg zwischen Schönerlinder Straße und Hauptstraße (in Höhe der heutigen KGA Arkenberge) angegeben, der von Fahrwegen auf der Trasse des Möllersfelder Wegs und von der (vormaligen) Bernauer Heerstraße gekreuzt wird. | Der (unbenannte) Reit- und Fahrweg nach Möllersfelde ab Ecke Am Schafstall |
| Möllersfelder Weg (Lage)      | 1250                                       | Weg nach Möllersfelde, Vorwerk des Guts Blankenfelde. | nach 1800           | Ein Weg nach Möllersfelde (von Blankenfelde her) existierte schon auf dem Messtischblatt von 1871. Dieser liegt zwischen Möllersfelde und der Hauptstraße und ist die Verlängerung der Hauptstraße, die ihrerseits nach Norden Richtung Arkenberge und als Fußweg über die Stadtgrenze nach Mönchmühle weiter verläuft. Der grüne Hauptweg Nr. 13 (Barnimer Dörferweg) führt zwischen dem NSG Idehorst und dem östlichen Dorfkern über den Möllersfelder Weg. | Möllersfelder Straße ostwärts von Hauptstraße aus |
| Mönchmühler Straße (Lage)     | 1350 (im Ortsteil)                         | Mönchmühle, Ortsteil von Mühlenbeck | 4. Aug. 1930        | Die Straße ist ein alter Verbindungsweg von Rosenthal über Blankenfelde nach Mönchmühle und bereits im Ur-Messtischblatt von 1871 verzeichnet. Sie liegt zwischen der Ortsteilsgrenze Rosenthal (am vormaligen Bahndamm der Industriebahn) und der Hauptstraße und verläuft durch das vormalige Rieselfeldgelände. 1943 ist die Straße im Adressbuch zwischen Hauptstraße und Gemarkung Rosenthal aufgeführt. Die Grundstücke 1–17 und 2–16 gehören zu Rosenthal, 19–141 (westlich) und 18–134 (östlich) sind Rieselfelder (heute: Landschaftsschutzgebiet Blankenfelde), 136 ist unbebaut, 138 bebaut und bewohnt und 140 und 142 gehören zur Hauptstraße 2. Die Mönchmühler Straße besitzt im Berliner Straßensystem als Hauptstraße den Rang IV (Ergänzungsstraße) und trotz ihres Zustandes als Pflasterstraße und durch das ehemalige Rieselfeldgelände am Zingergraben nimmt sie den Verkehr zwischen Märkischen Viertel (Wilhelmsruher Damm) und Französisch Buchholz in Umgehung von Lübars auf. Die Nordtangente ist im Gespräch wurde (auch wegen Anliegerprotesten) wieder aus der Planung genommen. | Mönchmühler Straße in Richtung Rosenthal |
| Normandieweg (Lage)           | 0110                                       | Normandie, eine historische Provinz im Norden Frankreichs | 31. März 2011       | Der schmale Fahrweg (verkehrsberuhigter Bereich) liegt in der Siedlung Frohsinn und zwischen Rosenthaler Weg und Am Nordgraben, dem Fahrweg entlang am Nordgraben. Die Siedlung grenzt ostwärts an den Ortsteil Französisch Buchholz, wodurch die Namenswahl der Siedlungswege bestimmt wurde. Als Privatweg der KGA hieß er Erdbeerweg. Dem Weg sind die Grundstücke 1–11 (ungerade) und 2–8 (gerade) zugeordnet. Der Fahrweg war vor dem Beschluss des Bezirkes Pankow zur Benennung eine Privatweg innerhalb der KGA Frohsinn mit dem Namen Erdbeerweg. | Normandieweg |
| Picardieweg (Lage)            | 0530                                       | Picardie, eine Region und historische Provinz im Norden Frankreichs | 31. März 2011       | Der schmale Fahrweg (verkehrsberuhigter Bereich) liegt in der Siedlung Frohsinn zwischen Rosenthaler Weg und Am Nordgraben, dem Fahrweg entlang am Nordgraben. Die Siedlung grenzt ostwärts an den Ortsteil Französisch Buchholz, wodurch die Namenswahl der Siedlungswege bestimmt wurde. Der Picardieweg liegt vollständig mit seinen Grundstücken im Ortsteil, aber östlich davon liegt die Ortsteilgrenze zu Französisch Buchholz. Dem Weg sind die Grundstücke 3–17 (ungerade) und 2–46 (gerade) zugeordnet. Vor der Aufhebung des Status „KGA“ der Siedlung trug der Weg in der Anlage den Namen Blaubeerweg. Dieser war im Gegensatz zum heutigen Verlauf durch einen Querweg mit dem Namen Vogelbeerweg in Ost-West-Richtung unterbrochen und verschoben. Der Vogelbeerweg ist noch zwischen der Ortsteilgrenze zu Französisch Buchholz (vormals Blaubeerweg) bis zum Gascogneweg als einziger querlaufender (Ost-West) Weg in der Siedlung vorhanden, wurde aber nicht neubenannt. | Picardieweg vom Nordgraben her |
| Provenceweg (Lage)            | 0440                                       | Provence, eine Landschaft im Südosten von Frankreich, am Mittelmeer | 31. März 2011       | Der schmale Fahrweg (verkehrsberuhigter Bereich) liegt in der Freizeit-Siedlung Frohsinn zwischen Rosenthaler Weg und Am Nordgraben, dem Fahrweg entlang am Nordgraben. Die Siedlung grenzt ostwärts an den Ortsteil Französisch Buchholz, wodurch die Namenswahl der Siedlungswege bestimmt wurde. Dem Weg sind die Grundstücke 1–43 (ungerade) und 2–42 (gerade) zugeordnet. Der Name vor der amtlichen Straßen-Widmung war als KGA-Weg: Wacholderbeerweg. | Provenceweg |
| Reppfuhlring (Lage)           | 0420                                       | Reppfuhl, benachbarter verlandeter See, der Name wurde in Ortsverbundenheit zum nahe gelegenen Landschaftsschutzgebiet Blankenfelde gewählt                                  | 31. März 2011       | Die Straße liegt mit den Grundstücken 2–34 (gerade) und 15–41 (ungerade) im Karree südöstlich vom und zum Lübarser und kreuzt den Röhrichtweg. Der nordöstliche Wegeabschnitt verläuft am Heidekrautgraben entlang. Die Straße ist eine von sieben Privatstraßen in der Anlage Schildow-Waldeck und nach Formen im benachbarten Landschaftsschutzgebiet Blankenfelde benannt. Die bisher bestehende Nummerierung der Grundstücke in der Anlage wurde durch Gebäudeadressen ersetzt für die ein Straßenname vorhanden sein muss, um Hausnummern zu vergeben. Die Wegenamen (Heidekrautbahnring, Köppchenseeweg, Moorwiesenring, Waldeckkarree, Reppfuhlring, Röhrichtweg, Feldsteinweg) wurden ausgewählt, um eine Ortsverbundenheit zum nahe gelegenen Landschaftsschutzgebiet Blankenfelde herzustellen. Der Große Reppfuhl liegt südlich der Siedlung auf den Feuchtwiesen und sammelt drei hier verlaufende Gräben, die während der Rieselfeldzeit genutzt wurden. Der Straßenzug wurde auf den bisherigen Wegen mit den internen Anlagenamen Schwalben-, Drosselweg und Bachstelzensteig angelegt. | Reppfuhlring: südlicher Abschnitt ab Lübarser Weg |
| Röhrichtweg (Lage)            | 0260                                       | Röhricht, Biotoptyp und Pflanzengesellschaft im Flachwasser- und Uferrandbereich von Gewässern                                                                               | 31. März 2011       | Die Fläche um die Siedlung herum ist soweit sie tiefer liegt von Feuchtwiesen gekennzeichnet, auf die sich der Name dieser Privatstraße mit dem Wortteil Röhricht bezieht, der Name wurde in Ortsverbundenheit zum nahe gelegenen Landschaftsschutzgebiet Blankenfelde gewählt. Der unbefestigte Fahrweg liegt zwischen Lübarser Weg und Schildower Straße, der nicht amtliche interne Name in der Anlage war Hauptweg, da er den südlichen Anlagenteil mit der Bushaltestelle an der Schildower Straße verband. Der Straße sind die Grundstücke 1–19 (ungerade) und 4–24 (gerade) zugeordnet und ist eine von sieben Privatstraßen in der Anlage Schildow-Waldeck. Die vorher bestehende Nummerierung (1–112 fortlaufend) der Grundstücke in der Anlage wurde durch Gebäudeadressen ersetzt für die ein Straßenname vorhanden sein muss, um Hausnummern zu vergeben. Die Wegenamen (Heidekrautbahnring, Köppchenseeweg, Moorwiesenring, Waldeckkarree, Reppfuhlring, Röhrichtweg, Feldsteinweg) wurden ausgewählt, da sie eine Ortsverbundenheit zum entsprechend nahe gelegenen Landschaftsschutzgebiet Blankenfelde herstellen. | Röhrichtweg ab Lübarser Weg gesehen |
| Rosenthaler Weg (Lage)        | 0900 (im Ortsteil)                         | Rosenthal, Nachbarort | nach 1810           | Der alte Verbindungsweg zwischen Buchholz und Rosenthal ist bereits im Messtischblatt von 1871 eingezeichnet. Der Weg mit diesem Namen liegt östlich der Blankenfelder Chaussee aus Französisch Buchholz kommend. Im Ortsteil liegt er südlich vom ehemaligen Rieselfeldgelände und an der Anlage Frohsinn entlang zwischen Blankenfelder Chaussee und der Ortsteilgrenze in Höhe vom Picardieweg (vormals Blaubeerweg). Die Straßenbahnlinie 50, die beim Wohnungsbau in Französisch Buchholz-West nach 1990 angelegt wurde, hat ihre Wendeschleife nördlich der Straße im Ortsteil. | Rosenthaler Weg: Blick nach Ost 100 Meter von der Chaussee in der Straße |
| Savoyenweg (Lage)             | 0150                                       | Savoyen, eine südfranzösische Landschaft zwischen der Schweiz und dem Piemont                                                                                                | 31. März 2011       | Der schmale Fahrweg (verkehrsberuhigter Bereich) liegt in der Siedlung Frohsinn und zwischen Rosenthaler Weg und Am Nordgraben, dem Fahrweg entlang am Nordgraben. Die Siedlung grenzt ostwärts an den Ortsteil Französisch Buchholz, wodurch die Namenswahl der Siedlungswege bestimmt wurde. Dem Weg sind die Grundstücke 1–15 (ungerade) und 2–12 (gerade) zugeordnet. Vor der Widmung als amtliche Straße lautete der Name in der Kleingartenanlage: Preißelbeerweg. | Savoyenweg |
| Schildower Straße (Lage)      | 2410                                       | Schildow, nördlicher Nachbarort. | nach 1871           | Die Straße ist ein alter Verbindungsweg zwischen den Orten Blankenfelde und Schildow, der auf dem Messtischblatt von 1871 eingezeichnet ist. Sie ist Teil der B 96a und liegt nördlich der Hauptstraße bis an die Ortsteilgrenze zu Schildow, die hier auch die Landesgrenze zwischen Berlin und Brandenburg ist. Die Häuser Nr. 3 (Mietshaus und Gaststätte um 1885), Haus Nr. 4 (Gemeindehirtenhaus um 1780), Haus Nr. 5 (Wohnhaus, Stall mit Remise und Mauer um 1895) und Haus Nr. 7 (Bäckerei und Laden um 1905, umgebaut um 1930), sowie die Häuser Nr. 8 und 9 sind als Teil des Baudenkmals Gesamtensembles Dorfkern Blankenfelde aufgenommen. 1922 ist die Schildower Straße zwischen Hauptstraße und Gemarkung Schildow notiert. Auf der Westseite (links) befinden sich die bebauten und (meist von Landwirten) bewohnten Grundstücke 3–15 (1 ist unbebaut) und gegenüber der Friedhof auf 2, das vom Oberschweizer und dem Schweinemeister bewohnte Gutshaus (4, Eigentümer Stadt Berlin) und auf den Grundstücken 6–14 befindet sich die Schäferei, bewohnt vom Schafmeister und zwei Schafgehilfen. | Die neue Schildower Straße nördlich des Ortskerns |
| Schillingweg (Lage)           | 2200 (im Ortsteil) teilweise nur Nordseite | Schilling (19. Jahrhundert, Reinickendorf), Cigarrenfabrikant und Grundbesitzer                                                                                              | nach 1961           | Die südliche Straßenseite östlich vom Weg A liegt jenseits der Ortsteilgrenze in Französisch Buchholz. Westlich der Buchholzer Straße südlich der Siedlung Elisabethaue endet der Weg am Grünstreifen vor dem Blankenfelder Graben an der Blankenfelder Chaussee. | Schillingweg |
| Schönerlinder Straße (Lage)   | 0700 (im Ortsteil) (nur westliche Seite)   | Schönerlinde, nördlich von Blankenfelde. | nach 1824           | In der Nähe der Anschlussstelle Schönerlinder Straße der A 114 bis an die Bahnlinie heran gehört die westliche Straße zum Ortsteil und bildet die Ortsteilgrenze zu Französisch Buchholz. Jenseits der Bahnbrücke (nördlich der Autobahn) setzt sie sich in Buch fort. | Schönerlinder Straße: im Ortsteil liegt der Straßenrand im Bild links |
| Sichelsteig (Lage)            | 0280                                       | Sichel, passend zu benachbarten Straßen | 13. Dez. 1934       | Der Sichelsteig, vorher als Weg 5 bezeichnet, liegt in der Stadtrandsiedlung Blankenfelde östlich der Schildower Straße. 1943 ist die Straße im Adressbuch aufgeführt. Die Grundstücke 1–25 der Stadtrandsiedlung sind im Eigentum der Stadt Berlin, Bewohner sind Arbeiter und Handwerker. Der Steig führt in die Rieselfelder. | Sichelsteig |
| Sonnenblumensteig (Lage)      | 0420                                       | Sonnenblume, passend zu benachbarten Straßen | 13. Dez. 1934       | Der Sonnenblumensteig, vorher als Weg 7 bezeichnet, liegt in der Stadtrandsiedlung Blankenfelde östlich der Schildower Straße. 1943 ist die Straße im Adressbuch aufgeführt. Die Grundstücke 1–40 der Stadtrandsiedlung sind im Eigentum der Stadt Berlin, Bewohner sind Arbeiter und Handwerker und Rieselfeldarbeiter. Der Steig führt in die Feldmark, die Grundstücke 1–13 am Birnbaumring sind allerdings unbebaut und gehören zum Entwässerungsgraben. | Sonnenblumensteig: vom Birnbaumring südwärts |
| Straße nach Arkenberge (Lage) | 0420                                       | Arkenberge, Richtung | 3. Sep. 2013        | Die bislang als Am Schafstall und fortsetzend als Bauernweg in verschiedenen Kartenwerken benannten Straßen wurden vom Bezirksamt nach den planungsrechtlichen Vorgaben mit der Absicht der Benennung als Straße nach Arkenberge gewidmet. „Es ist beabsichtigt, die südlich der Anschlussstelle (AS) Schönerlinder Straße abgehende öffentliche Straße nach Arkenberge in ‚Straße nach Arkenberge‘ zu benennen.“ Dadurch wird der östliche Teil des Bauernwegs zwischen Am Schafstall und der Zufahrt zur Bauschutt-Deponie und Recyclinganlage Arkenberge umbenannt, zu dem wird der Anschluss an die Schönerlinder Straße (B 109 mit dem Straßenland in Französisch Buchholz) mit dem bisherigen auf Kartenwerken und durch Straßenschild angezeigten Namen Am Schafstall umbenannt. | Straße nach Arkenberge: von der Schönerlinder Straße ab · Straßenschild an der Ecke Schönerlinder Straße |
| Waldeckkarree (Lage)          | 0750                                       | Waldeckkarree stellt eine Verbindung zum Namen der Siedlung Schildow-Waldeck her                                                                                             | 31. März 2011       | Die Straße liegt im Bogen nach West zwischen dem Lübarser und dem Heidekrautbahnring, und weiter über letzteren mit Anschluss zur Schildower Straße. Der Heidekrautbahnring wird im Wegelauf gekreuzt (vorheriger interner Name Rosenweg) und der von da nördliche (äußere) Abschnitt im Bogen hat einen südlich parallelen (inneren) Abschnitt (vorher Holunderweg). Beide enden auf einen querlaufenden Abschnitt – in Richtung Schildower Straße (vorher Elsenweg). Dem Weg als Zufahrtsweg sind die Grundstücke 1–75 (ungerade) und 6–60 (gerade) zugeordnet. Waldeckkarree ist eine von sieben Privatstraßen in der Anlage Schildow-Waldeck. Die bisher bestehende fortlaufende Nummerierung der Grundstücke in der Anlage wurde durch Gebäudeadressen ersetzt, für die ein Straßenname vorhanden sein muss, um Hausnummern zu vergeben, die zuvor in der Anlage Schildow-Waldeck fehlten. Anzumerken ist das der westliche Abschnitt des Karrees vor der Heidekrautbahn über eine kleine Erhebung herumführt, sodass die Grundstücke teilweise einen Abfall (westlich außen am Karree) und die Grundstücke der östlichen Karreeinnenseite einen Anstieg auf der Fläche haben. | Waldeckkarree: Höhenunterschied an der Nordwestecke des Wegs |
| Weg A (Lage)                  | 0330                                       | neben Weg B (unspezifisch) | vor 1945            | Der Siedlungsweg zwischen Kapellen- und Schillingweg gelegen in der Wilkesiedlung. Er liegt westlich der KGA „Am Koppelgraben“ parallel zum östlicheren Weg B. | Weg A von Straße 123 aus Französisch Buchholz heraus |
| Weg B (Lage)                  | 0290                                       | neben Weg A (unspezifisch) | vor 1945            | Der Siedlungsweg in der Wilkesiedlung zwischen Kapellen- und Schillingweg gelegen. Er liegt östlich der KGA „Am Kapellenweg“ parallel zum Weg A. | Weg B vom Kapellenweg aus |
| Zypressenweg (Lage)           | 0190                                       | Zypresse, Pflanzen-Gattung in der Familie der Zypressengewächse (Cupressaceae)                                                                                               | 11. Nov. 2014       | Der Zypressenweg ist eine Privatstraße in der Anlage Idehorst. Er erschließt ein Anlagenteil nördlich vom Kapellenweg nach Nordwest parallel zur angrenzenden KGA 'Erholung' zwischen Kapellenweg und Koppelgraben. Der vorherige Anlagenname war Drosselweg. Zugeordnet sind die Grundstücke 3–13 (ungerade) und 4–14 (gerade). Die Eigentümer haben sich für Wegenamen entschieden. Der Name Ideallee war bereits eine interne Wegebezeichnung für den größten Weg der Anlage Idehorst, die übrigen Wege wurden nach Pflanzen benannt. | Zypressenweg |

## Geplante und einstige Straßen

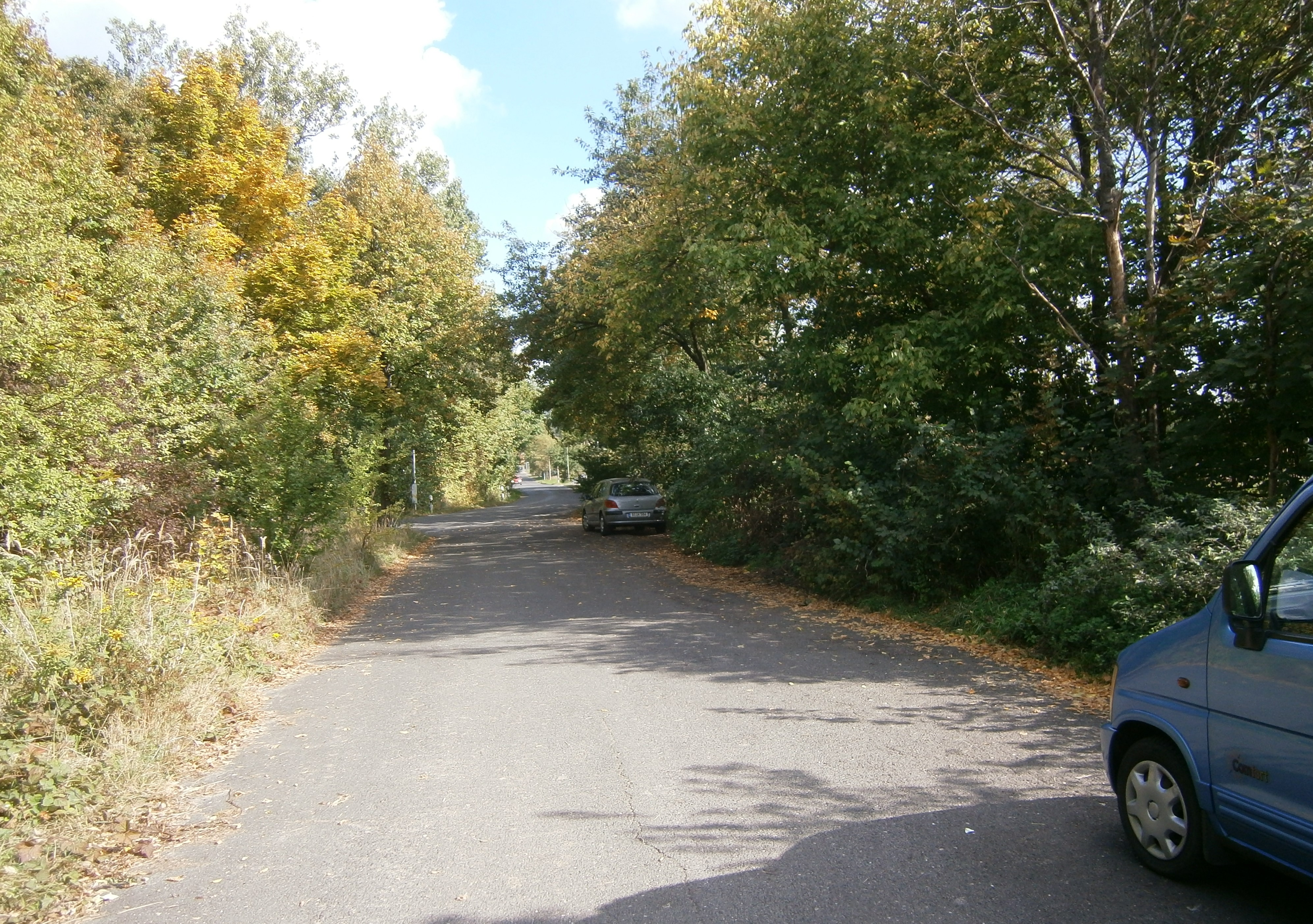
Von der ehemaligen Wittenauer Straße in der Trasse der Bernauer Heerstraße verblieb den Mauerbau getrennt noch eine Wendeschleife.

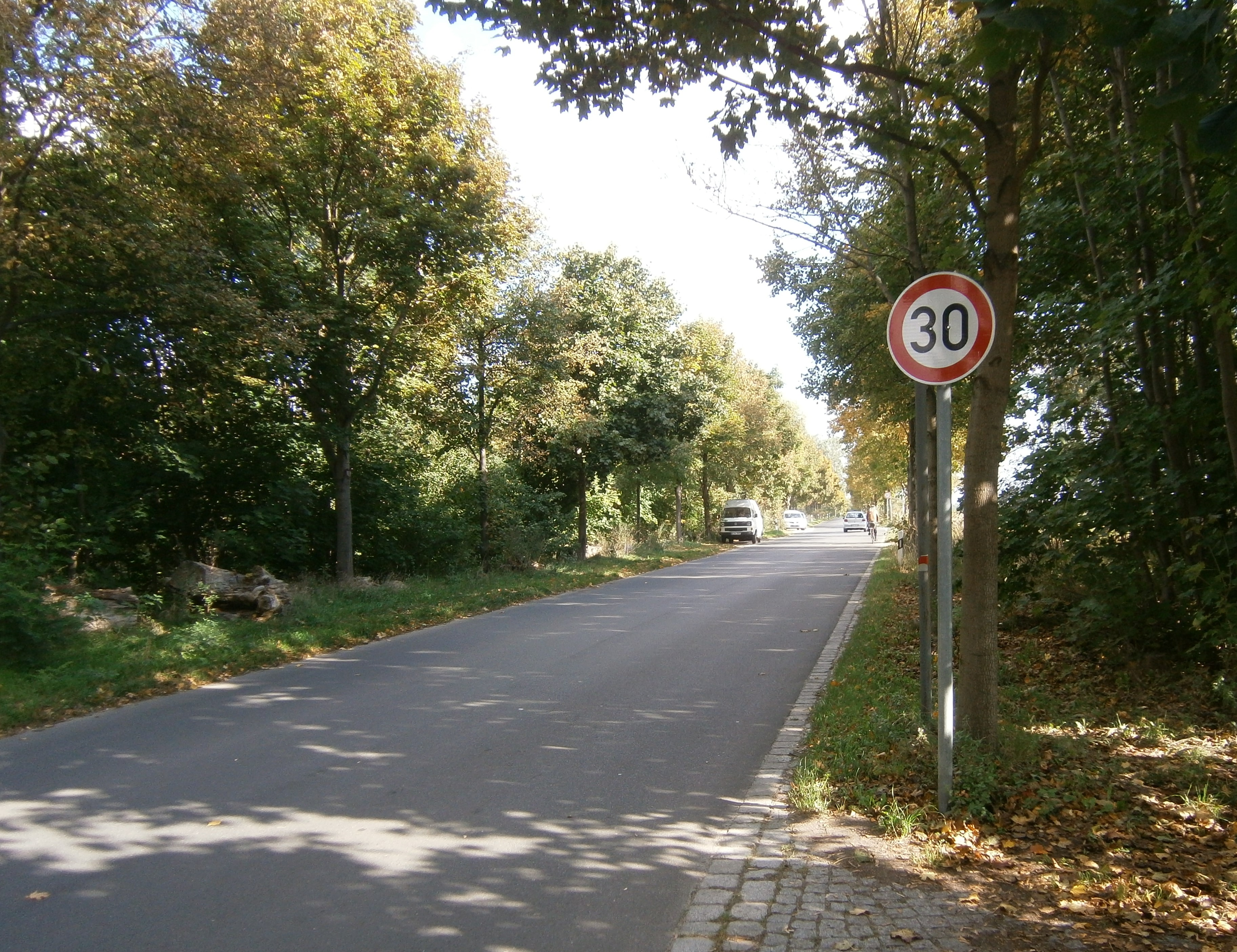
Die Bahnhofstraße führt heute bis Ortsteileingang aus Lübars nach Ost.

Vormals geplante aber nicht ausgeführte Straßen und vormalige Namen umbenannter Straßen.
- Dietzgenstraße: Die Straße gehört heute im längsten Abschnitt zum Ortsteil Niederschönhausen und zu Rosenthal, nur das Grundstück 194 zu Blankenfelde. Der weiter nach Norden führende Teil des Straßenzugs heißt Blankenfelder Chaussee. Der alte Name in Niederschönhausen bis zum Beginn der 1890er Jahre war Dorfstraße. Im Zuge der Kaisertreue erfolgte die Umbenennung in Niederschönhausen und Rosental und wenigstens teilweise auch in Blankenfelde in Kaiser-Wilhelm-Straße. Dieser Name wurde am 12. April 1951 durch Dietzgenstraße abgelöst und auch die Blankenfelder Straße wurde dabei mit einbezogen.
- Als Blankenfelder Chaussee war bis um 1961 im Ortsteil (auch) die Straße von Lübars (wo dieser Name noch besteht) nach Blankenfelde bis zum Abzweig von der Wittenauer Straße. Durch die Trennung infolge des Mauerbaus wurde der Abschnitt von der Ortsteilgrenze zu Lübars (1961–1989: „Staatsgrenze“ der DDR zu West-Berlin) bis zur Hauptstraße am Abzweig Mönchmühler Straße in die Bahnhofstraße einbezogen, obwohl zu diesem Zeitpunkt auch die Bahnlinie bereits stillgelegt war. Dabei wurde auch die doppelte Bezeichnung mit der Fernverkehrsstraße durch den Ortskern und südlich nach Niederschönhausen und Rosenthal aufgehoben, die zum Stadtbezirk Pankow gehörten.
- Die Wittenauer Straße,[2] die Wittenau und Blankenfelde verband,[14] war Teil der Bernauer Heerstraße. Im Adressbuch ist sie für den Ortsteil nicht verzeichnet, da sie unbebaut durch Ackerflächen führte. Von der Lübarser Ortsteilgrenze, die mit dem Mauerbau 1961 zur Staatsgrenze zwischen Ost- (Stadtbezirk Pankow) und West-Berlin (Bezirk Reinickendorf) wurde, und der Bahnstrecke bestand für diesen Verkehrsweg auch in Blankenfelde der gleiche Name. Die Trasse der Heerstraße führte (ab Bahngelände) über die Bahnhofstraße zur Hauptstraße weiter ins Dorf Blankenfelde. Durch die Mauer wurde diese Straße zum Grenzgebiet entfiel und wurde abgetragen. Heute erinnert nur noch eine Wendeschleife an der Bahnhofstraße an diesen Straßenabzweig (vormals Ecke zur Lübarser Blankenfelder Chaussee) und auf der Karte fällt der unterbrochene direkte Verlauf von der Bahnhofstraße in die Alte Bernauer Heerstraße in Lübars auf.

## Weitere Örtlichkeiten von Blankenfelde

### Kleingartenkolonien

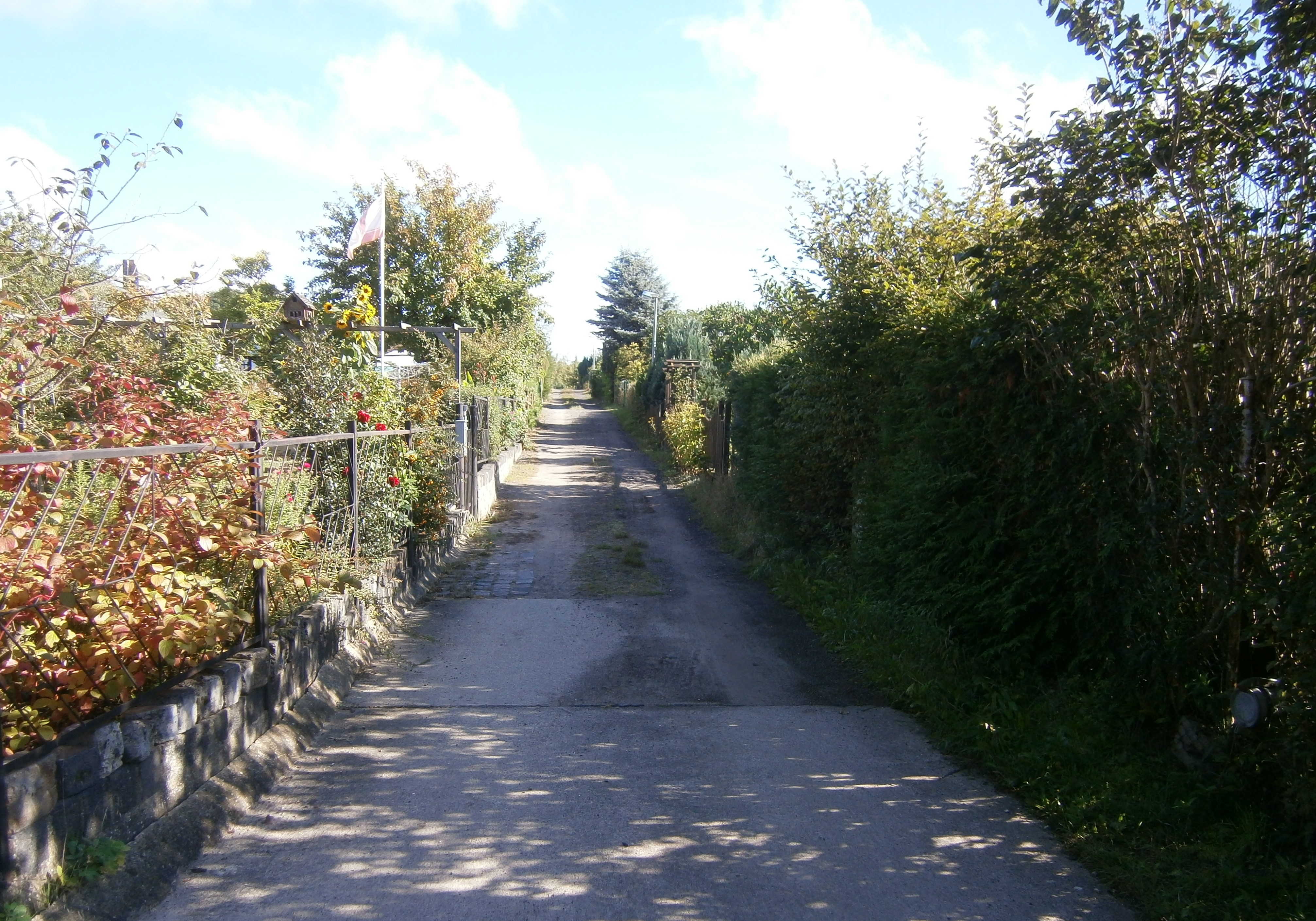
Höhenweg: Privatstraße und Fahrweg in der Kleingartenanlage KGA Arkenberge.

- KGA ,An den Teichen’ – 03046 (Hauptstraße 162, Lage) ist auf dem landeseigenen Land eine nach Kleingartenentwicklungsplan von Berlin dauerhaft gesicherte Gartenanlage[41] mit 60 Parzellen auf 28.143 m² und der Teil auf Privatland ist hoch gesichert[42] mit 27 Parzellen auf 18.386 m² Fläche. Sie liegt gegenüber den namensgebenden Mönchmühler Teichen im NSG Kalktuffgelände im äußersten Norden des Ortsteils an der Berliner Stadtgrenze zu Brandenburg.

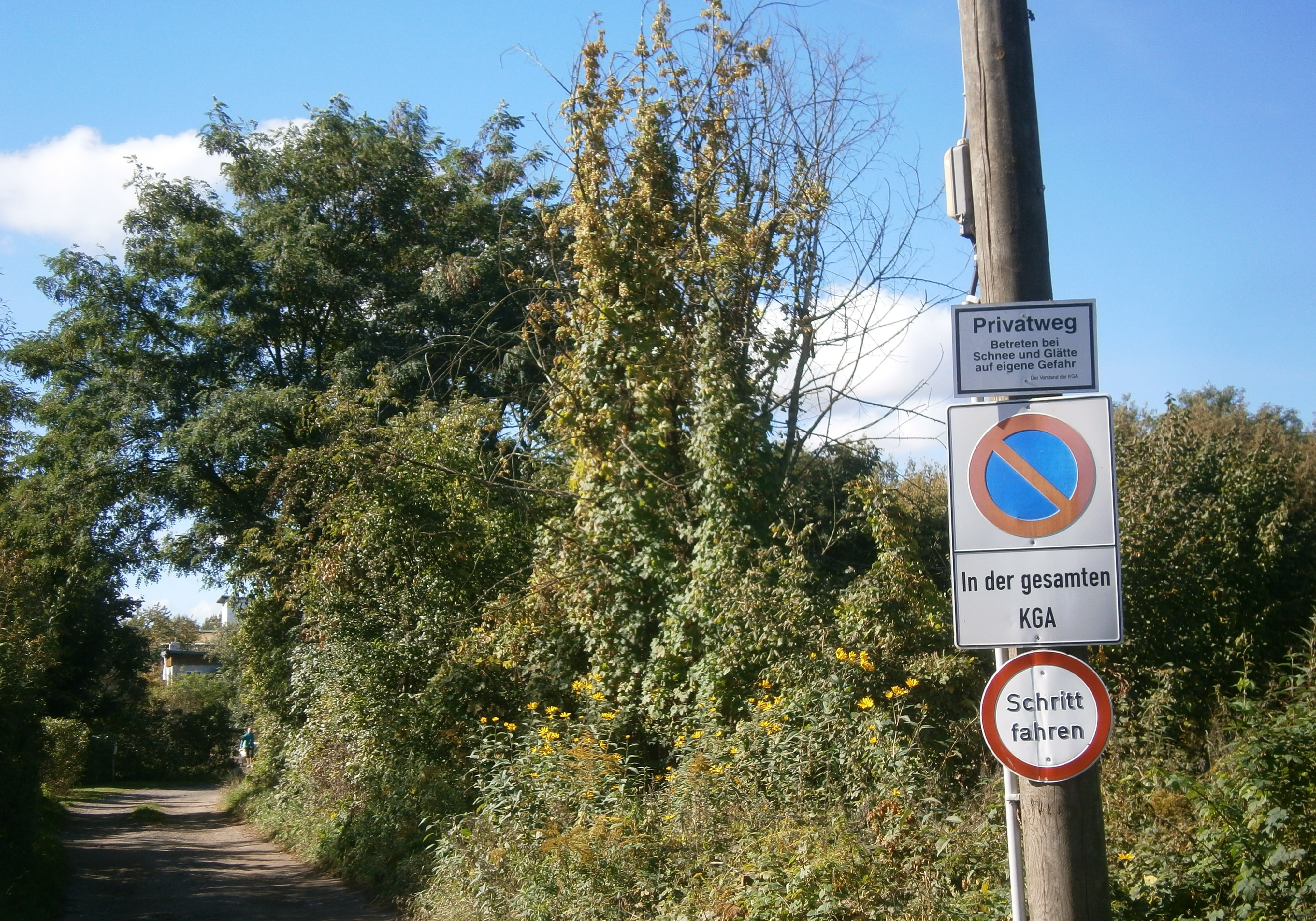
Bauernweg – Vorschriftsschilder am Nordrand in der KGA.

- KGA „Arkenberge“ – 03048 (Hauptstraße 128, Lage), die 147 Parzellen sind hoch gesichert auf einer privaten Pachtfläche[42] von 86.479 m², sie grenzt im Südosten an die Bauschuttdeponie Arkenberge, die durch die ehemalige Mülldeponie Arkenberge[43] den Namen übernahm. Die Fahrwege in der KGA gehen alle untereinander parallel von der Hauptstraße nach Nordost zu beiden Seiten des Bauernwegs. Diese Privatstraßen sind vom Deponiegelände (ehemalige Mülldeponie / heute Bauschuttdeponie) im Südosten nach Nordosten (KGA An den teichen, Schildow): Feldweg, Kiesweg, Breiter Weg, Talweg, Bauernweg, Höhenweg, Bergweg, Wiesenweg, Waldweg.
- KGA ,Buchholzer Straße’ – 03052 (Buchholzer Straße 1–13, Lage), die Anlage im Dorfkern gegenüber vom ehemaligen Gut Blankenfelde ist für die neun Parzellen nach Kleingartenentwicklungsplan (KGEP) nur zeitlich gesichert auf 3539 m² Privatland[44] und für eine andere Nutzung vorgesehen.
- KGA ,Erholung’ – 03060 (Kapellenweg 29, Lage), zur Kleingartenanlage gehören 45.647 m² Privatland mit 75 Parzellen, die als hoch gesichert eingestuft sind.[42] Sie liegt nördlich vom Kapellenweg und grenzt an das NSG Idehorst. Im Gebiet finden sich mehrere Dauerkleingartenanlagen im Ortsteil und auf den Ortsteil Französisch Buchholz übergreifend.
- KGA ,Kapellenweg’ – 03076 (Kapellenweg 10, Lage) liegt auf dem Kleingartengelände zwischen Blankenfelde Kapellenweg und Französisch Buchholz Rupertweg. Zwölf Parzellen sind auf 3.256 m² durch Berliner Planung dauerhaft gesichert[41] und die 84 Parzellen auf 38.196 Privatland sind durch die Lage hoch gesichert.[42] Sie liegt zwischen den beiden Wohnsiedlungen Marthaaue (westlich) und der östlich angrenzenden Wilke-Siedlung.
- KGA ‚Am Koppelgraben‘[45] – (Kapellenweg 30, Lage) wurde von sieben Interessenten des VEB Wasserwerk im Juli 1981 angeregt und wurde am 31. März 1983 gegründet. Die Anlage entstand auf vorherigem Ackerland.[46] Zur Anlage zwischen Schilling- und Kapellenweg auf 7,4 ha gehören 155 Parzellen.[47]
- KGA ,Möllersfelder Weg’ – 03085 (Möllersfelder Weg 22, Lage) ist eine hoch gesicherte Gartenanlage[42] mit 39 Parzellen auf 21.180 m² privaten Pachtland nach der Planung im Land Berlin. Die Anlage liegt zwischen Koppelgraben und Möllerfelder Weg nördlich der KGA Erholung im Bereich des vormaligen Gutes Möllersfelde.

### Wohnsiedlungen
Insbesondere in stadtrandnahen Gebieten der Berliner Ortsteile hat sich die Besiedlungsgeschichte in den vorhandenen Siedlungen erhalten. In den 2010er Jahren waren in großen Garten- und Siedleranlagen Adressen über angrenzende öffentliche Straßen mit interner Wegebezeichnung und Parzellennummer definiert. Solche Adressform ist nicht georefenzierbar, gemäß Bundesrecht muss Berlin in das bestehende Liegenschaftskataster das Programmsystem ALKIS einführen. Für „georeferenzierte Gebäudeadresse“ ist eine „eindeutige Adresse mit Hausnummer“ nötig. Im Ortsteil wurden in Abstimmung mit den Anliegern und Eigentümern neue Straßennamen vergeben, wobei im Planungsprozess auch geprüft wurde, ob diese neuen Straßennamen im Stadtgebiet (des Landes) Berlin eindeutig sind.

- Die ,Siedlungs- und Gartenanlage Frohsinn’ (Lage) grenzt an den Ortsteil Französisch Buchholz im Dreieck von Nordgraben (zu Niederschönhausen) und Rosenthaler Weg. Am 5. März 2007 wurde die KGA Blankenfelder Chaussee 4 (Straßennummer 44159) in „Anlage Frohsinn“ (Straßennummer 09037) umbenannt und war auf Grund der vorhandenen Besiedlung und dem Wunsch der Anlieger keine KGA nach Kleingartengesetz mehr. Die vorherigen Gartenwege wurden 2011 nach der Umwidmung zur Wohnsiedlung auf Beschluss des Bezirkes Pankow[48] als Privatstraßen mit amtlichen Straßennamen benannt. Die die Namenswahl nimmt die Geschichte von Französisch Buchholz auf und die Straßen wurden nach französischen Regionen benannt, sie tragen von Ost (an der Ortsteilgrenze zu Französisch Buchholz) nach West die neuen Namen. Der am westlichen Winkel der Anlage liegende Grundstückszugang war bislang unbenannt und ist nun als Alsaceweg (10524) gewidmet. Gleichzeitig mit der Widmung wurde auch der südlich begrenzende Fahrweg am Nordgraben entlang als Am Nordgraben ausgeschildert. Der in der vormaligen KGA Frohsinn liegende Vogelbeerweg, der Querweg zwischen Picardie- und Gascogneweg, blieb bei der Straßenbenennung 2011 unbenannt.[8] Durch die Straßenbenennung erhalten die Grundstücke eigenständige postalische Adressen, wobei einige – wie am Vogelbeerweg – umnummeriert wurden.
  - Blaubeerweg (10534) → Picardieweg
  - Wacholderbeerweg (10533) → Provenceweg
  - Stachelbeerweg (10532) → Argonnenweg
  - Johannisbeerweg (10531) → Gascogneweg
  - Maulbeerweg (10530) → Champagneweg
  - Holunderbeerweg (10529) → Cantalweg
  - Brombeerweg (10528) → Lorraineweg
  - Himbeerweg (10527) → Bretagneweg
  - Preißelbeerweg (10526) → Savoyenweg
  - Erdbeerweg (10525) → Normandieweg

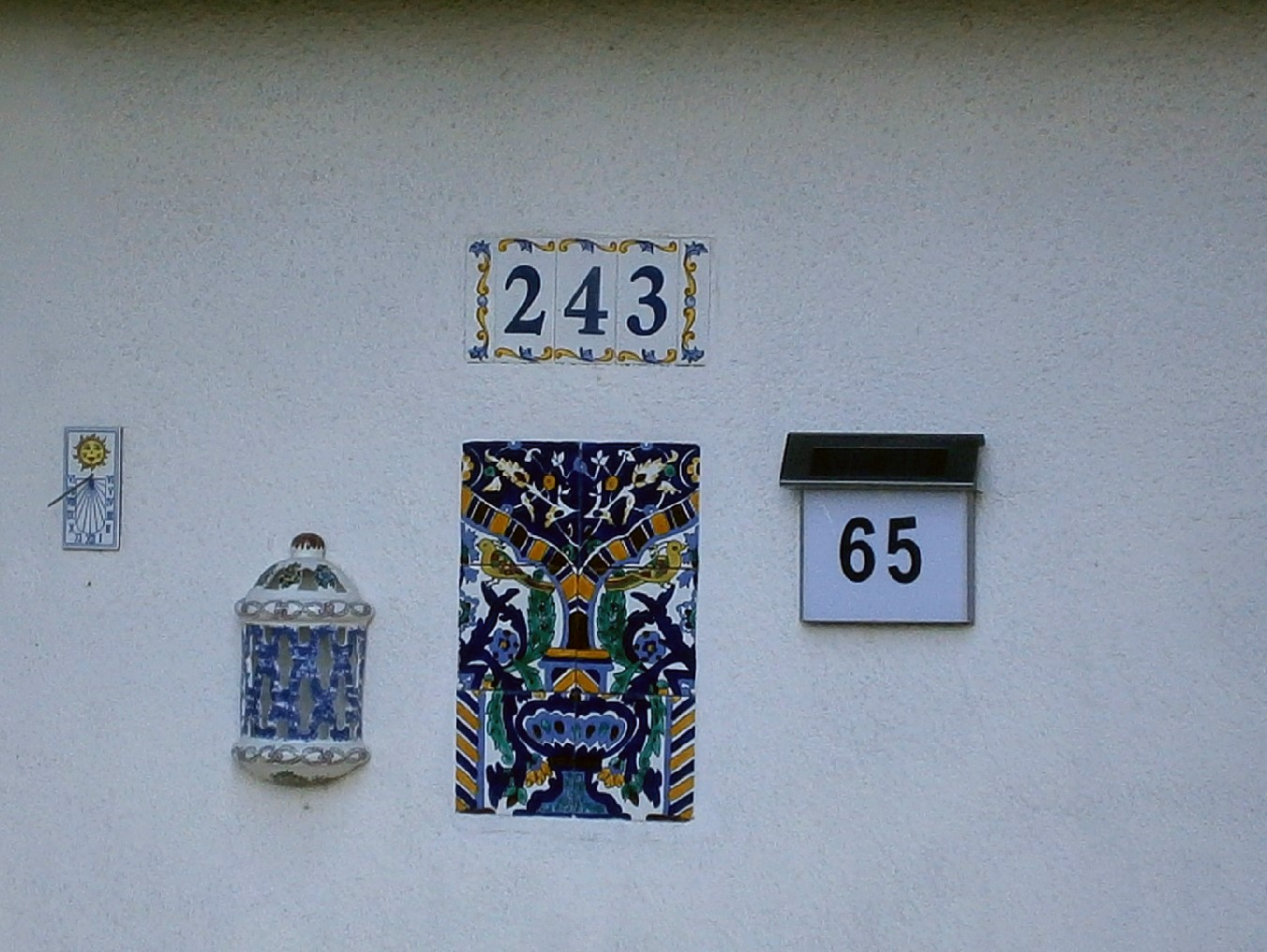
Doppelte Grundstücksbezeichnung durch die Neubenennungen

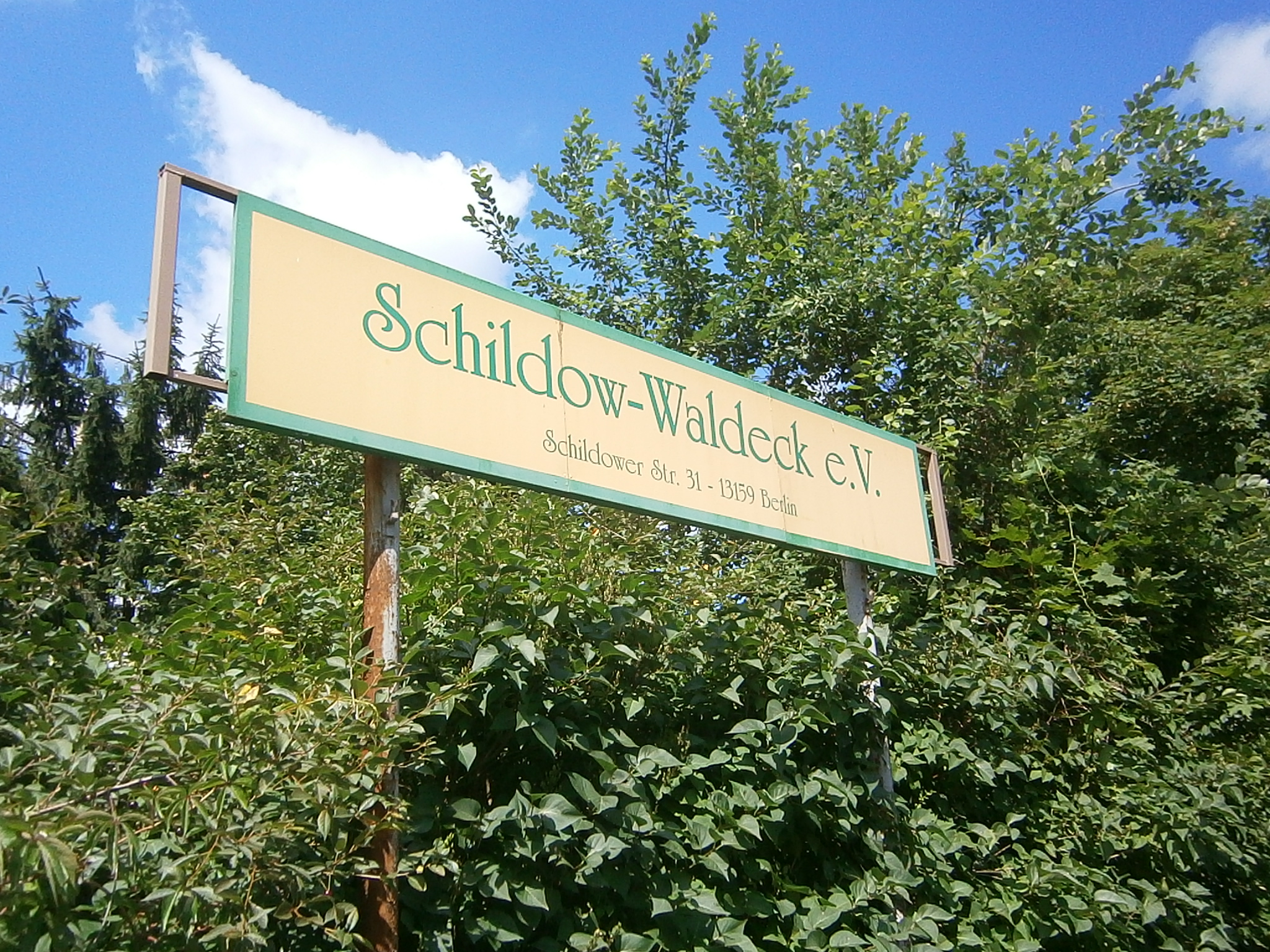
Die Siedlung ist als e. V. organisiert

- Anlage ,Schildow-Waldeck’ (Lage) Die Wege der Siedlung Schildow-Waldeck sind außer beim Lübarser Weg im amtlichen Verzeichnis als Privatstraßen aufgeführt.[26] Noch bis in die 2000er Jahre besaß die Siedlung den Status einer Kleingartenanlage. Die Benennung der Straßen erfolgte auf Grund eines Beschlusses des Bezirks Pankow 2011[49] am 31. März 2011. Grundlage der gewählten Straßennamen waren benachbarte Örtlichkeiten und Naturformen. Schon im Flächennutzungsplan mit Stand 2004 hieß es dazu: „Bereits gegenwärtig weist die Kolonie Schildow-Waldeck eine bauliche Verdichtung weit über das für Kleingärten zulässige Maß auf.“ ([50]) Die Straßennamen sind in die obige Liste aufgenommen. Das Gebiet der Anlage zwischen Schildower Straße und Heidekrautbahn weist erhebliche Höhenunterschiede auf, die sich bei der Bebauung auswirkten. Bei den neuen Straßennamen wurden neben dem Lübarser Weg vier mit „-ring“ (Moorwiesenring, Heidekrautbahnring, Reppfuhlring, Waldeckkarree) und drei als „-weg“ benannt (Röhrichtweg, Feldsteinweg, Köppchenseeweg). Die Neuanlage von Straßen nach Liste war mit einer tatsächlichen Umnummerierung der Grundstücke verbunden.
- ,Stadtrandsiedlung Blankenfelde’ (Lage). Die Wege der Stadtrandsiedlung östlich der Schildower Straße wurden 1934 umbenannt und sind amtlich gewidmete Straßen
  - Weg 1 → Birnbaumring
  - Weg 2 → Gurkensteig
  - Weg 3 → Kartoffelsteig
  - Weg 4 → Kürbissteig
  - Weg 5 → Sichelsteig
  - Weg 6 → Forkensteig
  - Weg 7 → Sonnenblumensteig
- Wilke-Siedlung Lage
- Siedlung Marthaaue Lage
- Siedlung Elisabethaue Lage52.613993016380284, 94479370
- Anlage ,Idehorst’ – 03075 (Kapellenweg 32, Lage) liegt in einem Kleingartengebiet zwischen Kapellenweg und der Ortsteilgrenze zu Französisch Buchholz (Schillingweg) am Rande des Idehorstparks über den Rieselfeldgraben hinweg. Auf den 69.673 m² privatem Pachtland befinden sich 119 Parzellen mit 41 Dauernutzern. Im Entwicklungsplan von 2010 war diese KGA als hoch gesicherte Anlage.[42] In der Aufstellung der Kleingartenanlagen des Bezirks Pankow Ausgabe 2014[51] ist die Anlage nicht mehr aufgenommen, da die Nutzer als Gemeinschaft Eigentümergärten gebildet haben. Nicht mehr an die Restriktionen des Bundeskleingartengesetzes ist die Bebauung nach Baurecht möglich geworden. Im Bezirk Pankow werden im Rahmen der bundesweiten Georeferenzierung in großen Anlagen die Gartenwege als Privatstraßen gewidmet. In der Anlage Idehorst wurden neun Wege neu benannt: Ideallee, Kirschlorbeerweg, Feuerdornweg, Heckenrosenweg, Fingerstrauchweg, Mispelweg, Lebensbaumweg, Bambusweg, Zypressenweg.

### Parks und Naturflächen

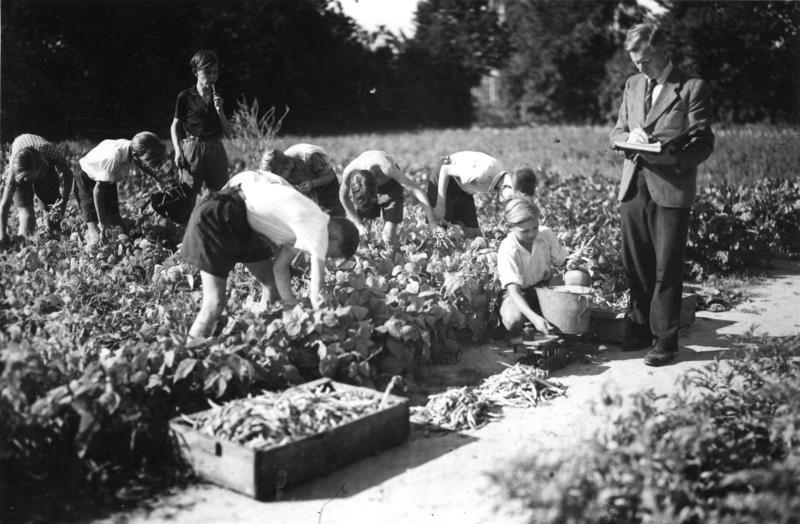
Botanischer Volkspark: Schulgarten mit Ernte, 1947

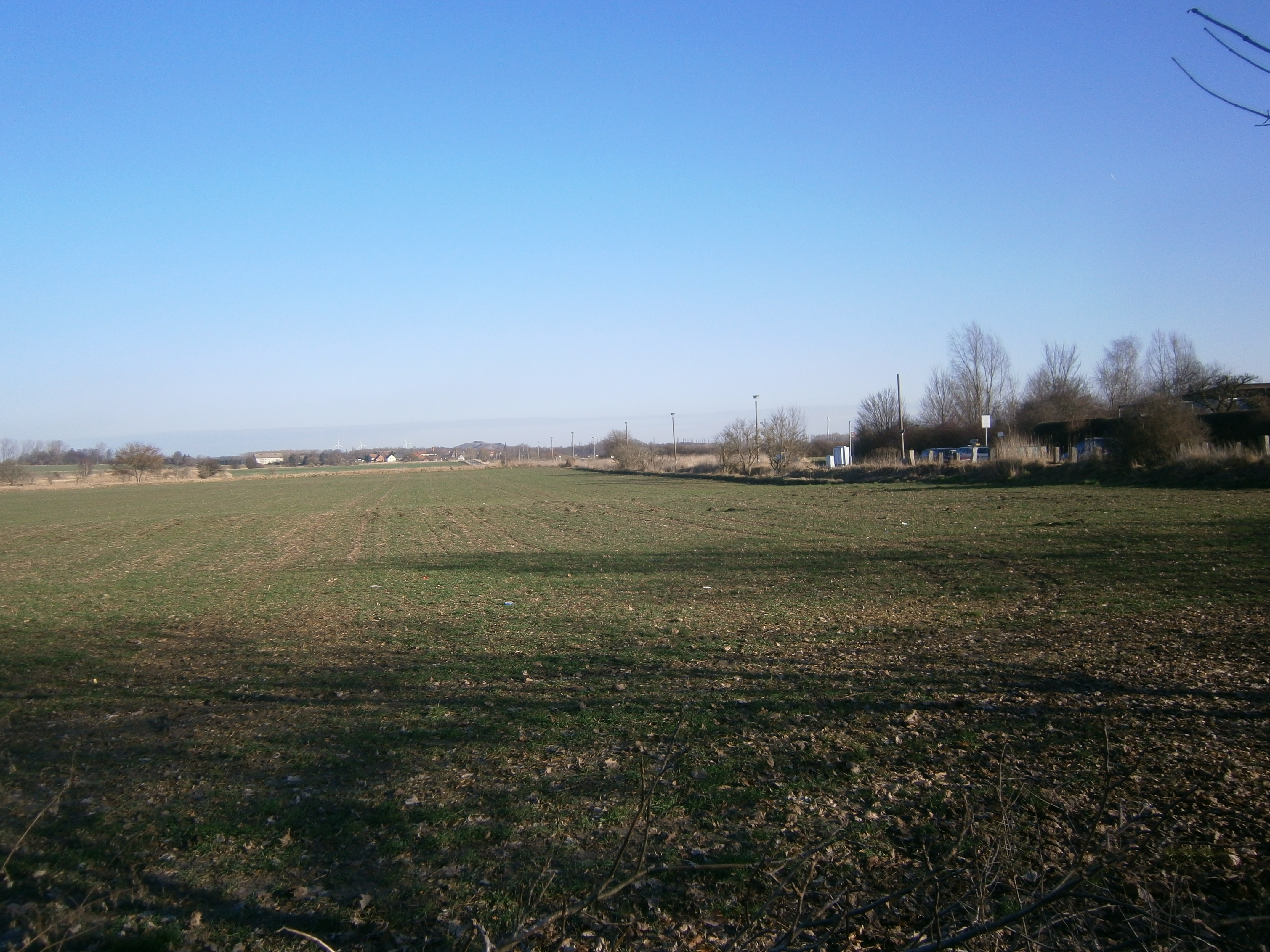
Blick nordwärts von der vormaligen Bahntrasse der Industriebahn Tegel-Friedrichsfelde zur Mönchmühler Straße über das ehemalige Rieselgebiet hinweg

- Möllersfelde (Lage)
- NSG Idehorst und Idehorstpark (Lage)
- NSG Kalktuffgelände (Lage), im Norden mit dem Mönchmühler Teich und den Fischteichen.
- Botanischer Volkspark Pankow (Lage). Er liegt westlich an der Blankenfelder Chaussee und ist als Gartendenkmal aufgenommen.[52] Der heutige Volkspark wurde 1909–1929 vom Gartenarchitekten Albert Brodersen gestaltet und als Schulgarten für die Kinder im städtischen Umfeld Berlins ab 1909 angelegt.
- Köppchensee (Lage) als Teil im NSG Tegeler Fließtal.
- Naturfläche (der vormaligen nördlichen Rieselfelder) nördlich der Bahnhofstraße zwischen Schildower Straße und westlicher Ortsteilsgrenze und Schildower Weg im Norden. Durchzogen vom Heidekrautgraben, dem Großen Reppfuhl einem vormals langgestreckten See und von der Strecke der Heidekrautbahn durchzogen. (Lage)
- Vormalige Rieselflächen (Lage) östlich der Blankenburger Chaussee bis Buchholzer Straße und Ortsteilsgrenze. (Landschaftsschutzgebiet Blankenfelde)
- Sportplätze Nordendarena (Lage)
- Hundeauslaufgebiet Arkenberge (Lage): ein 40 Hektar großes Gebiet nahe Möllersfelde unmittelbar an der Straße nach Arkenberge (Bauernweg) für das ungestörte Herumlaufen und Toben der Hunde.